# Krieg der Sterne
Krieg der Sterne (Originaltitel Star Wars) ist ein US-amerikanischer Space-Opera-Film des Drehbuchautors und Regisseurs George Lucas aus dem Jahr 1977. Er konnte bei der Oscar-Verleihung 1978 sechs Auszeichnungen erringen und zählt zu den finanziell erfolgreichsten Kinofilmen aller Zeiten. Krieg der Sterne begründete eines der umfangreichsten Franchises der Filmgeschichte und bildet die vierte von neun Episoden der Skywalker-Saga. Produziert wurde der Film von Gary Kurtz, in den Hauptrollen sind Mark Hamill, Carrie Fisher und Harrison Ford zu sehen.
Der Film spielt in einer fiktiven, fernen Galaxis und handelt von einer Rebellen-Allianz, angeführt von Prinzessin Leia Organa, die in ihrem Kampf gegen das von Darth Vader vertretene diktatorische Imperium schließlich den Todesstern, eine riesige Raumstation, die in der Lage ist, ganze Planeten zu vernichten, zerstört.
Die Dreharbeiten fanden im Jahr 1976 statt, die Premiere erfolgte am 25. Mai 1977 in den Vereinigten Staaten. In der damaligen Bundesrepublik Deutschland und den deutschsprachigen Nachbarländern lief der Film fast ein Jahr später ab dem 10. Februar 1978 in den Kinos, in der DDR war eine Aufführung dagegen verboten. Der Film brach wider Erwarten zahlreiche Rekorde, löste Der weiße Hai (1975) als damals finanziell erfolgreichsten Film der Geschichte ab und hielt diesen Titel mehrere Jahre bis zur Veröffentlichung von E.T. – Der Außerirdische (1982). Er gilt als einer der bedeutendsten Filme der Filmgeschichte und startete ein eigenes fiktives Universum mit dutzenden Büchern, Comics, Kurzgeschichten, Videospielen, Fortsetzungen, Serien und anderen Begleitwerken und ist tief verwurzelt in der modernen Popkultur.
Heute wird der Film ausschließlich unter dem Alternativtitel Star Wars: Episode IV – Eine neue Hoffnung (englischer Originaltitel: Star Wars: Episode IV – A New Hope) verbreitet. Direkt fortgesetzt wurde der Film drei Jahre später durch Das Imperium schlägt zurück (1980).

## Handlung
Seit 19 Jahren regiert das diktatorische Imperium mit eiserner Hand über die gesamte Galaxis. Mittlerweile hat das Imperium eine gigantische Raumstation konstruiert, den Todesstern, mit genug Feuerkraft, um einen ganzen Planeten zu vernichten. Doch der Rebellen-Allianz gelang es, an die geheimen Baupläne des Todessterns zu gelangen.
Die Pläne wurden an Prinzessin Leia gefunkt, deren Raumschiff von einem imperialen „Sternzerstörer“ unter dem Kommando von Darth Vader abgefangen wird. Bevor Leia gefangen genommen wird, speichert sie Pläne und einen Hilferuf an Obi-Wan Kenobi in dem Droiden R2-D2 ab, der mit dem Protokolldroiden C-3PO, einem humanoiden Roboter, vom Schiff flüchtet. Doch auf dem Wüstenplaneten Tatooine werden sie von den Jawas, einer Schrotthändlerbande, gefangen genommen. Die Jawas verkaufen die beiden Droiden an Luke Skywalkers Onkel. R2-D2 macht sich, Prinzessin Leias Anweisungen folgend, auf die Suche nach Obi-Wan Kenobi, einem Jedi-Meister und alten Freund von Leias Vater.
Luke Skywalker folgt R2-D2. Als er ihn findet, wird er von Sandleuten, den heimischen Wüstenbewohnern, überfallen und schließlich von Obi-Wan Kenobi, den er bisher nur als Ben Kenobi kannte, gerettet. In dessen Behausung erfährt Luke Näheres über seinen Vater. Kenobi gibt Luke das Lichtschwert, welches einst seinem Vater gehörte.
R2-D2 spielt jetzt Leias Hilferuf ab, und Obi-Wan bittet Luke, ihn nach Alderaan, Leias Heimatplanet, zu begleiten, um dort ihrem Vater die in R2-D2 gespeicherten Pläne des Todessterns zu übergeben. Doch Lukes Onkel würde das nie zulassen. Sie treffen auf den zerstörten Wagen der Jawas und deren Leichen. Obi-Wan vermutet dahinter imperiale Truppen, welche die gestohlenen Pläne zurückholen wollen und auf der Suche nach den Droiden sind. Luke fürchtet nun um seine Familie, da die Jawas ihnen die Droiden verkauft hatten. Als er heimkehrt, findet er seinen Onkel und seine Tante tot vor. Jetzt hält Luke nichts mehr, und er geht mit Obi-Wan zum Raumhafen Mos Eisley. Eine Patrouille der imperialen Sturmtruppen kontrolliert sie, doch Obi-Wan erreicht die Erlaubnis zur Weiterfahrt durch eine Art Suggestion, welche ihm durch die Nutzung der Macht möglich ist. In einer Bar treffen sie auf die Schmuggler Han Solo und Chewbacca, einen Wookiee. Solo ist Pilot des Millennium Falken, des – laut seiner Aussage – schnellsten Raumschiffs der Galaxis.
Er willigt ein, die beiden und die Droiden nach Alderaan zu bringen. Allerdings kommt es zu einem Schusswechsel, nachdem Sturmtruppen durch einen Spion die Droiden entdeckt haben. Mit Hilfe des Falken können die Angreifer vertrieben werden. An Bord beginnt Luke unter Aufsicht Obi-Wans mit Übungen zum Erlernen der Macht. Inzwischen wird Prinzessin Leia mit Hilfe eines Folterdroiden auf dem Todesstern von Darth Vader befragt, um den Standort des Stützpunktes der Rebellen zu erfahren, doch sie gibt ihn nicht preis.
Bei einer weiteren Vernehmung durch den Großmoff der Station und Vader droht man allerdings mit der Zerstörung ihres Heimatplaneten. Sie gibt einen Stützpunkt an, aber Großmoff Tarkin lässt ihren Heimatplaneten trotzdem zerstören, um der Galaxie die Feuerkraft zu demonstrieren. Doch der angegebene Stützpunkt ist schon lange verlassen worden, daher ordnet der Großmoff ihren Tod an.
Als der Falke kurz darauf im Alderaan-System den Hyperraum verlässt, befindet sich dort anstatt des Planeten Alderaan lediglich ein Trümmerfeld aus den Überresten des zerstörten Planeten. Daraufhin wird der Falke von einem Traktorstrahl an Bord des Todessterns gezogen, der sich nach der Zerstörung Alderaans immer noch vor Ort befindet. Die Crew versteckt sich an Bord des Falken und flüchtet dann in ein Kontrollzentrum des Todessterns. Obi-Wan geht alleine los, um den Traktorstrahl des Todessterns zu deaktivieren. R2-D2 findet über den Stationscomputer heraus, dass die Prinzessin an Bord inhaftiert ist. Luke und Han verkleiden sich als imperiale Sturmtruppen, Chewbacca spielt einen Gefangenen, um in den Inhaftierungsblock zu gelangen und die Prinzessin befreien zu können.
Da ihnen im Inhaftierungsblock der Weg abgeschnitten wird, flüchten sie in einen Müllschacht. Obi-Wan Kenobi hat inzwischen den Traktorstrahl außer Kraft gesetzt und trifft, während er auf dem Rückweg zum Falken ist, auf Darth Vader, der ihn bereits erwartet hatte und kurz vor dem Eingang zum Hangar abfängt. Das Duell zwischen ihnen wird mit Lichtschwertern ausgetragen. Inzwischen hat sich die Müllpresse in Bewegung gesetzt. Im letzten Moment kann R2-D2 die Müllpresse, angewiesen durch Luke über sein Funkgerät, abstellen. Trotz Verfolgung gelangen sie zurück zum Falken.
Dort sehen sie Darth Vader und Obi-Wan im Zweikampf. Als Obi-Wan Luke sieht, lässt er es bewusst zu, dass Darth Vader ihn tötet. Als Luke geschockt vom Tod des alten Meisters wie wild auf die anwesenden Sturmtruppen feuert, hört er plötzlich Obi-Wans Stimme, die ihm befiehlt zu fliehen.
Luke, Leia, Han, Chewbacca und den beiden Droiden gelingt daraufhin die Flucht. Diese ist allerdings nur möglich, da das Imperium ein Komplott plant und sie deswegen entkommen lässt: Darth Vader hatte zuvor einen Sender am Millennium Falken anbringen lassen, um den Standort des verborgenen Stützpunktes der Rebellen zu erfahren.
Die Spur führt auf den Mond Yavin IV. Dort haben die Rebellen bereits die erbeuteten Pläne des Todessterns ausgewertet und eine Schwäche gefunden – einen Lüftungsschacht. Als es zur alles entscheidenden Schlacht kommen soll, entscheidet sich Han Solo, nicht daran teilzunehmen. Er nimmt die von Luke versprochene Belohnung zur Rettung der Prinzessin an und bereitet seine Abreise vor, da die bevorstehende Schlacht seiner Ansicht nach selbstmörderisch ist. Die Rebellen indes beginnen sofort mit dem Angriff in zahlreichen X-Flüglern, da der Todesstern sich Yavin IV nähert, um den Mond zu zerstören. Während der folgenden Raumschlacht signalisieren die militärischen Berater Großmoff Tarkin, dass Gefahr für die Station besteht. Jedoch ignoriert er diese Warnung, da er kleine Einmannjäger nicht als Bedrohung für den Todesstern ansieht. Darth Vader beschließt unterdessen, die Rebellen zusätzlich direkt und nicht mehr nur mit Stationsartillerie zu bekämpfen, und lässt dazu seinen Raumjäger startklar machen.
Folglich wird das Feuer in dem engen Flugschacht an der Todesstern-Oberfläche eingestellt und Abfangjäger starten unter Vaders Führung die Verfolgung der Rebellenschiffe. Diese versuchen, den Todesstern an seinem Schwachpunkt anzugreifen. Durch einen Treffer in den nur zwei Meter durchmessenden Luftschacht soll eine Kettenreaktion ausgelöst werden, die in der Lage ist, den Todesstern zu vernichten. Nach zwei missglückten Versuchen seitens der Rebellen beginnt Luke mit seinem Anflug im Graben des Todessterns. Darth Vader verfolgt ihn jedoch und ist kurz davor, Luke abzuschießen, als Han Solo mit dem Falken eingreift. Er setzt Vader und seine beiden Begleiter außer Gefecht und Luke hat Zeit, seine Torpedos abzufeuern. Dabei bekommt er von Obi-Wan Hilfe, der ihn anweist, der Macht zu vertrauen. Skywalker schaltet seinen Zielcomputer ab und vertraut seiner Intuition. Er feuert, trifft und der Todesstern wird zerstört.
Durch Solos Angriff wird Vaders Schiff in den freien Raum hinauskatapultiert und nach gelungener Stabilisierung des Raumgleiters gelingt Vader unbemerkt die Flucht.
Die Rebellenschiffe kehren zurück zur Hauptbasis auf Yavin IV. Luke und Han wird von der Prinzessin eine besondere Auszeichnung verliehen.

## Einordnung in dasStar-Wars-Universum

### Chronologie
Krieg der Sterne bildet den Auftakt der ersten Star-Wars-Trilogie, die 1980 mit Das Imperium schlägt zurück und im Jahr 1983 mit Die Rückkehr der Jedi-Ritter abgeschlossen wurde und eines der erfolgreichsten Film-Franchises aller Zeiten startete. Die Handlung des Films, genauer die Zerstörung des ersten Todessterns in der Schlacht von Yavin am Ende des Films, ist der zentrale Punkt der fiktiven Zeitrechnung des später entstandenen Star-Wars-Universums. So werden alle Ereignisse stets in der Anzahl der Jahre, die sie vor bzw. nach diesem Zeitpunkt stattfanden, angegeben.

Die Handlung des Films beginnt etwa 19 Jahre nach den Ereignissen von Star Wars: Episode III – Die Rache der Sith (2005), an dessen Ende das galaktische Imperium unter der Führung des Imperators und seinem Schüler, Darth Vader, die Kontrolle über die meisten Welten der Galaxis übernommen hat. Unmittelbar zuvor angesiedelt ist Rogue One: A Star Wars Story (2016), der erste Ableger-Film der Reihe, in dem die Beschaffung der Baupläne des Todessterns durch die Rebellen behandelt wird. Der direkte Nachfolger ist Das Imperium schlägt zurück, der etwa drei Jahre nach Krieg der Sterne spielt.
| Die dunkle Bedrohung |                   |                   |                   |                   |                   |                   |               | I             |               |               |               |               |                          |                          |                          |                          |                          |                          |                          |                         |                         |                         |                         |                         |                         |                         |                         |                   |                   |                   |                         |                         |                         |                         |
| Angriff der Klonkrieger |                   |                   |                   |                   |                   |                   |               |               |               | II            |               |               |                          |                          |                          |                          |                          |                          |                          |                         |                         |                         |                         |                         |                         |                         |                         |                   |                   |                   |                         |                         |                         |                         |
| Die Rache der Sith |                   |                   |                   |                   |                   |                   |               |               |               |               |               | III           |                          |                          |                          |                          |                          |                          |                          |                         |                         |                         |                         |                         |                         |                         |                         |                   |                   |                   |                         |                         |                         |                         |
| Krieg der Sterne |                   |                   |                   |                   |                   |                   |               |               |               |               |               |               |                          |                          |                          |                          |                          |                          |                          |                         |                         | IV                      | IV                      |                         |                         |                         |                         |                   |                   |                   |                         |                         |                         |                         |
| Das Imperium schlägt zurück |                   |                   |                   |                   |                   |                   |               |               |               |               |               |               |                          |                          |                          |                          |                          |                          |                          |                         |                         |                         |                         |                         | V                       |                         |                         |                   |                   |                   |                         |                         |                         |                         |
| Die Rückkehr der Jedi-Ritter |                   |                   |                   |                   |                   |                   |               |               |               |               |               |               |                          |                          |                          |                          |                          |                          |                          |                         |                         |                         |                         |                         |                         | VI                      |                         |                   |                   |                   |                         |                         |                         |                         |
| Das Erwachen der Macht |                   |                   |                   |                   |                   |                   |               |               |               |               |               |               |                          |                          |                          |                          |                          |                          |                          |                         |                         |                         |                         |                         |                         |                         |                         |                   |                   |                   |                         | VII                     |                         |                         |
| Die letzten Jedi |                   |                   |                   |                   |                   |                   |               |               |               |               |               |               |                          |                          |                          |                          |                          |                          |                          |                         |                         |                         |                         |                         |                         |                         |                         |                   |                   |                   |                         |                         | VIII                    |                         |
| Der Aufstieg Skywalkers |                   |                   |                   |                   |                   |                   |               |               |               |               |               |               |                          |                          |                          |                          |                          |                          |                          |                         |                         |                         |                         |                         |                         |                         |                         |                   |                   |                   |                         |                         |                         | IX                      |
| Rogue One |                   |                   |                   |                   |                   |                   |               |               |               |               |               |               |                          |                          | a)                       |                          |                          |                          |                          |                         | R1                      |                         |                         |                         |                         |                         |                         |                   |                   |                   |                         |                         |                         |                         |
| Solo |                   |                   |                   |                   |                   |                   |               |               |               |               |               |               |                          |                          | a)                       |                          | S                        |                          |                          |                         |                         |                         |                         |                         |                         |                         |                         |                   |                   |                   |                         |                         |                         |                         |
| Die Abenteuer der jungen Jedi | YJA               |                   |                   |                   |                   |                   |               |               |               |               |               |               |                          |                          |                          |                          |                          |                          |                          |                         |                         |                         |                         |                         |                         |                         |                         |                   |                   |                   |                         |                         |                         |                         |
| The Clone Wars (+ Kinofilm) |                   |                   |                   |                   |                   |                   |               |               |               | TCW           | TCW           | TCW           |                          |                          |                          |                          |                          |                          |                          |                         |                         |                         |                         |                         |                         |                         |                         |                   |                   |                   |                         |                         |                         |                         |
| The Bad Batch |                   |                   |                   |                   |                   |                   |               |               |               |               |               | TBB           | TBB                      |                          |                          |                          |                          |                          |                          |                         |                         |                         |                         |                         |                         |                         |                         |                   |                   |                   |                         |                         |                         |                         |
| Rebels |                   |                   |                   |                   |                   |                   |               |               |               |               |               |               |                          |                          |                          |                          |                          |                          |                          | Rebels                  | Rebels                  |                         |                         |                         |                         |                         | b)                      |                   |                   |                   |                         |                         |                         |                         |
| Resistance |                   |                   |                   |                   |                   |                   |               |               |               |               |               |               |                          |                          |                          |                          |                          |                          |                          |                         |                         |                         |                         |                         |                         |                         |                         |                   |                   |                   | Resistance              | Resistance              | Resistance              | Resistance              |
| The Acolyte |                   |                   | c)                |                   | TA                |                   |               |               |               |               |               |               |                          |                          |                          |                          |                          |                          |                          |                         |                         |                         |                         |                         |                         |                         |                         |                   |                   |                   |                         |                         |                         |                         |
| Obi-Wan-Kenobi |                   |                   |                   |                   |                   |                   |               |               |               |               |               |               |                          |                          |                          |                          |                          | K                        |                          |                         |                         |                         |                         |                         |                         |                         |                         |                   |                   |                   |                         |                         |                         |                         |
| Andor |                   |                   |                   |                   |                   |                   |               |               |               |               |               |               |                          |                          |                          |                          |                          |                          |                          | Andor                   | Andor                   |                         |                         |                         |                         |                         |                         |                   |                   |                   |                         |                         |                         |                         |
| The Mandalorian |                   |                   |                   |                   |                   |                   |               |               |               |               |               |               |                          |                          |                          |                          |                          |                          |                          |                         |                         |                         |                         |                         |                         |                         |                         |                   | M                 |                   |                         |                         |                         |                         |
| Das Buch von Boba Fett |                   |                   |                   |                   |                   |                   |               |               |               |               |               |               |                          |                          |                          |                          |                          |                          |                          |                         |                         |                         |                         |                         |                         | c)                      | c)                      |                   | BF                |                   |                         |                         |                         |                         |
| Ahsoka |                   |                   |                   |                   |                   |                   |               |               |               |               |               |               |                          |                          |                          |                          |                          |                          |                          |                         |                         |                         |                         |                         |                         |                         |                         |                   | A                 |                   |                         |                         |                         |                         |
| Skeleton Crew |                   |                   |                   |                   |                   |                   |               |               |               |               |               |               |                          |                          |                          |                          |                          |                          |                          |                         |                         |                         |                         |                         |                         |                         |                         |                   | SC                |                   |                         |                         |                         |                         |
| Ära | Die Hohe Republik | Die Hohe Republik | Die Hohe Republik | Die Hohe Republik | Die Hohe Republik | Die Hohe Republik | Fall der Jedi | Fall der Jedi | Fall der Jedi | Fall der Jedi | Fall der Jedi | Fall der Jedi | Herrschaft des Imperiums | Herrschaft des Imperiums | Herrschaft des Imperiums | Herrschaft des Imperiums | Herrschaft des Imperiums | Herrschaft des Imperiums | Herrschaft des Imperiums | Zeitalter der Rebellion | Zeitalter der Rebellion | Zeitalter der Rebellion | Zeitalter der Rebellion | Zeitalter der Rebellion | Zeitalter der Rebellion | Zeitalter der Rebellion | Zeitalter der Rebellion | Die Neue Republik | Die Neue Republik | Die Neue Republik | Aufstieg der 1. Ordnung | Aufstieg der 1. Ordnung | Aufstieg der 1. Ordnung | Aufstieg der 1. Ordnung |
| _ Prequel-Trilogie (Episoden I–III) _ Original-Trilogie (Episoden IV–VI) _ Sequel-Trilogie (Episoden VII–IX) _ A-Star-Wars-Story-Filme _ (kanonische) Animations-Serien _ (kanonische) Real-Serien |                   |                   |                   |                   |                   |                   |               |               |               |               |               |               |                          |                          |                          |                          |                          |                          |                          |                         |                         |                         |                         |                         |                         |                         |                         |                   |                   |                   |                         |                         |                         |                         |
| Die Folgen der Serien Die Mächte des Schicksals und Geschichten der Jedi spielen jeweils zu unterschiedlichen Zeitpunkten, sodass eine Auflistung in der Tabelle nicht sinnvoll möglich ist. Ebenfalls nicht aufgelistet sind Miniserien, Kurzgeschichten, Comics, Bücher und andere Begleitwerke des offiziellen Star-Wars-Kanons sowie der Themenpark Star Wars: Galaxy’s Edge (zwischen VIII und IX). Zur schematischen Einordnung der Handlungen wird die fiktive Zeitrechnung des Star-Wars-Universums verwendet. Diese unterscheidet zwischen den Jahren vor der Schlacht von Yavin (VSY) und nach der Schlacht von Yavin (NSY). Die Schlacht von Yavin IV bildet das Ende von Krieg der Sterne (1977), bei dem Luke Skywalker und die Rebellenallianz den ersten Todesstern zerstören. |                   |                   |                   |                   |                   |                   |               |               |               |               |               |               |                          |                          |                          |                          |                          |                          |                          |                         |                         |                         |                         |                         |                         |                         |                         |                   |                   |                   |                         |                         |                         |                         |
| a) Prolog, b) Epilog, c) Rückblenden |                   |                   |                   |                   |                   |                   |               |               |               |               |               |               |                          |                          |                          |                          |                          |                          |                          |                         |                         |                         |                         |                         |                         |                         |                         |                   |                   |                   |                         |                         |                         |                         |

### Figuren
Hauptfiguren
- Luke Skywalker (Mark Hamill), der Sohn des Jedi Anakin Skywalker. Er ist bei seinem Onkel Owen und seiner Tante Beru auf dem Wüstenplaneten Tatooine aufgewachsen. Er träumt davon, die Feuchtfarm seiner Familie zu verlassen und in der Akademie die Laufbahn eines Piloten einzuschlagen.
- Han Solo (Harrison Ford), ein Schmuggler und der Kapitän des Raumschiffs Rasender Falken. Er hat Schulden bei dem Verbrecher Jabba dem Hutten und ist hauptsächlich an Geld interessiert.
- Leia Organa (Carrie Fisher), die Prinzessin ihres Heimatplaneten Alderaan und ein Mitglied des imperialen Senats und der Rebellen-Allianz, die ihr Adoptivvater Bail Organa mitbegründet hat. Sie genießt als Senatorin Alderaans diplomatische Immunität, die sie zu nutzen versucht, um Gegner des Imperiums zu vereinen.
- Obi-Wan „Ben“ Kenobi (Alec Guinness), ein in die Jahre gekommener Jedi-Meister, welcher in Klonkriegen gekämpft hat und der ehemalige Mentor und Freund Anakin Skywalkers, lebt seit Jahren auf Tatooine im Exil.
- Darth Vader (David Prowse), ein hochrangiger Kommandant des Galaktischen Imperiums. Er hat die Aufgabe, die Pläne des Todessterns zurückzubringen und den Stützpunkt der Rebellen-Allianz zu finden.
- C-3PO (Anthony Daniels), ein Protokolldroide (Humanoider Roboter), der über 6 Millionen Kommunikationsformen beherrscht. Erbaut von Anakin Skywalker.
- R2-D2 (Kenny Baker), ein Astromech-Droide. In seinem Speicher befinden sich die Pläne des Todessterns.
- Chewbacca (Peter Mayhew), ein Wookiee vom Planeten Kashyyyk. Er ist Copilot und Freund von Han Solo.
- Wilhuff Tarkin (Peter Cushing), der Großmoff des Imperiums und Kommandeur des Todessterns.

### Orte
- Alderaan, ein friedlicher Planet, dessen Landschaft überwiegend aus riesigen Wildblumenwiesen und Seen besteht, die von hohen Bergketten durchzogen sind. Der Planet ist die Heimat von Prinzessin Leia.
- Tatooine, ein Wüstenplanet, der um ein Zwillingssonnenpaar kreist. Er ist ein Refugium für Schmuggler, Kriminelle und Leute, die nicht gefunden werden wollen.
- Der erste Todesstern, eine bewaffnete Raumstation, deren Feuerkraft ausreicht, um einen ganzen Planeten zu vernichten.
- Yavin IV, einer von vielen Monden des Gasriesen Yavin. Hier befindet sich die geheime Basis der Rebellen-Allianz.

## Entstehungsgeschichte

### Projektentwicklung

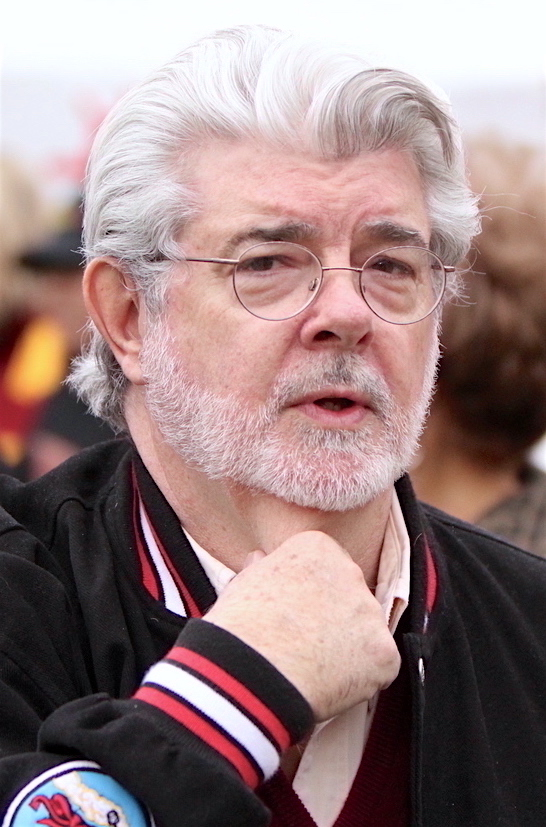
Star-Wars-Erfinder George Lucas, 2011

#### Idee und Finanzierung
Erste konkrete Gedanken über einen Fantasy-Weltraum-Film entwickelte Regisseur und Drehbuchautor George Lucas bereits nach der Fertigstellung seines Debütfilms THX 1138 (1971). Ursprünglich plante er, sich die Rechte für eine Filmumsetzung der Comicreihe Flash Gordon zu sichern, von der er seit seiner Kindheit fasziniert war. Am Rande der internationalen Filmfestspiele von Cannes schloss Lucas eine Partnerschaft mit United Artists, die ihm die Produktion zweier Filme gewährleisten sollte. Einer dieser Filme war American Graffiti, der andere ein an Flash Gordon angelehnter Weltraumfilm. Da er die Rechte an einer Umsetzung Flash Gordons jedoch nicht bekommen konnte, entschied sich Lucas, einen eigenen Weltraumfilm zu entwickeln, für den er Inspirationen aus Edgar Rice Burroughs Werken, vor allem der John-Carter-vom-Mars-Reihe, sowie Gulliver of Mars von Edwin Lester Arnold zog. United Artists lehnte jedoch sowohl das Skript für American Graffiti, als auch Lucas’ geplanten Weltraumfilm ab. Erstgenannter Film wurde schließlich von Universal Pictures produziert, während er die Entwicklung seines Weltraumfilms zunächst zurückstellte.

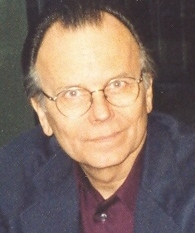
Produzent Gary Kurtz, 2002

Zunächst konzentrierte sich Lucas die nächsten Jahre auf American Graffiti, doch schon vor dem Start des Films im August 1973 begann Lucas im Januar desselben Jahres mit den Arbeiten am Skript für seinen Weltraumfilm. Eine erste zweiseitige Kurzfassung des geplanten Projekts, mit dem Titel Journal of the Whills, empfand Lucas jedoch als zu komplex und umständlich, sodass er mit der Arbeit an einem neuen Konzept begann. Diese zehnseitige Abhandlung trug den Namen The Star Wars und wurde im April 1973 fertiggestellt. Die Suche nach einem Filmstudio, das bereit wäre, das Projekt umzusetzen, gestaltete sich allerdings schwieriger als erwartet. Nachdem das Filmstudio United Artists die Finanzierung des Films abgelehnt hatte, entschieden Lucas und Produzent Gary Kurtz erneut auf Universal Pictures zurückzugreifen, die bereits American Graffiti finanziert hatten. Doch auch sie lehnten Lucas’ Entwürfe ab. Walt Disney Pictures entschied sich ebenfalls gegen eine Zusammenarbeit. Die Ablehnungen der Studios basierten zum einen auf der Skepsis gegenüber Lucas’ Vision, die „etwas eigenartig“ gewesen sei, zum anderen war das Vertrauen der Studiobosse in Science-Fiction-Filme zu der damaligen Zeit verhalten. Sie glaubten nicht daran, dass dieses Genre in der nahen Zukunft erfolgreich sein würde, auch wenn Lucas und Kurtz der Meinung waren, dass Krieg der Sterne viel weniger Science-Fiction als beispielsweise 2001: Odyssee im Weltraum und stattdessen näher an den Märchen der Brüder Grimm gewesen sei.
Ein weiteres Problem stellte das möglicherweise zu hohe Budget des Films dar. Lucas und Kurtz stuften dieses zwar eher als „billig“ („low-budget“) ein, – ursprünglich geplant waren etwa acht Millionen US-Dollar – am Ende rangierten die Ausgaben jedoch bei ca. zehn Millionen Dollar. Da sie dennoch nicht auf die Unterstützung eines Filmstudios verzichten wollten, schloss Lucas im Juni 1973 einen Vertrag mit Alan Ladd Jr. ab, dem Präsidenten von 20th Century Fox, der ihm als Drehbuchautor und Regisseur des Films 150 Tausend US-Dollar garantierte. Das leitende Studio 20th Century Fox stimmte einem Budget von 8,25 Millionen US-Dollar zu, während Lucas sich gleichzeitig die Rechte für etwaige Nachfolger sowie die Kontrolle über mögliches Merchandising sicherte.
Während die Produktionsplanung voranschritt, befasste sich Alan Ladd Jr. erneut mit den steigenden Kosten des Projekts. Das Studio hatte zunächst knapp acht Millionen US-Dollar zugesagt, doch Produzent Gary Kurtz wurde nach fortgeschrittener Planung klar, dass dieses Budget nicht ausreichen würde, um den Film in der geplanten Art und Weise zu realisieren. Das Studio zögerte jedoch, einer Budgeterhöhung zuzustimmen, da sie in Sorge waren, das Geld an einem mittelmäßigen Film zu vergeuden und von Lucas’ Vision nicht überzeugt waren. Die Führungskräfte verlangten, eine Planung mit dem zugesagten Budget zu erstellen. Etwa zwei Wochen befassten sich Lucas und Kurtz ausschließlich mit der Finanzierung und kamen zu dem Schluss, dass sie vermutlich knapp unterhalb von zehn Millionen US-Dollar brauchen würden. Nach einigem Zögern sagte Ladd dieser Kalkulation schließlich zu und die Produktionsplanung begann gewissermaßen von vorn, diesmal mit höheren Budget.

„Vielleicht sollte man Krieg der Sterne in die Kategorie Märchenfilme einreihen? Es ist ein Märchen ohne utopisches Versprechen. Das Drehbuch könnte von den Brüdern Grimm stammen, zeitversetzt um einige Jahrtausende. Die Übertechnisierung im Weltraum mischt sich mit naivem Kinderglauben. Eine Weltraumphantasie im Stil von Edgar Rice Burroughs. Sollte wieder einmal ein Handbuch der Filmgeschichte erscheinen, würde ich Krieg der Sterne gerne als Raumfahrtoper bezeichnet wissen. Bis dahin kann man ihn auch getrost in die Kategorie Western, Abenteuer- oder Piratenfilme einreihen.“

#### Drehbuchentwicklung
Lucas begann mit den konkreten Arbeiten an einem ersten Skript im Januar 1973. Ein Großteil dieser ersten Entwürfe wurde bis zur finalen Version mehrere Jahre später grundlegend geändert oder gänzlich verworfen. Erzählstücke und komplizierte Handlungen von früheren Entwürfen kamen nicht in die endgültige Drehbuchversion und Namen von Planeten und Figuren wurden hin- und hergetauscht. So entstanden im Laufe des Entstehungsprozesses, neben zahlreichen Überarbeitungen und handschriftlichen Aufzeichnungen, vier verschiedene Drehbuchentwürfe für Krieg der Sterne, an denen jeweils Teile der Handlung, der Figuren und Handlungsorte geändert und ausgebaut oder gänzlich gestrichen wurden. Noch vor den ersten Entwürfen führte Lucas zwei Listen, eine für Figuren und eine für Planeten, die er im Film verwenden wollte. Zahlreiche Namen der Listen wurde gänzlich verworfen, einige jedoch befanden sich schon fast in ihrer finalen Form, wie etwa Leila, Bail oder der Imperator, der als Imperator Ford Xerxes XII. betitelt wurde. Einige dieser Namen wurden auch in späteren Star-Wars-Filmen Lucas’ verwendet. Etwa zur selben Zeit entstand Anfang 1973 eine erste zweiseitige Handlungszusammenfassung mit dem Titel Journal of the Whills, bei der die Abenteuer der Figuren C. J. Thorpe und Mace Windy im Zentrum standen. Wenige Monate später, im Mai 1973, entstand ein zehnseitiger Handlungsabriss, der den Titel The Star Wars trug und eine starke Ähnlichkeit mit Akira Kurosawas Die verborgene Festung aufwies.
Den ersten groben Entwurf schloss Lucas im Mai bis Juli 1974 ab. Er beinhaltete bereits zentrale Elemente des späteren Films, wie etwa den Todesstern, allerdings wies er auch deutliche Unterschiede auf. So war etwa der Schmuggler Han Solo als großes, grünhäutiges Monster beschrieben. Lucas zog im Laufe des Schreibprozesses Inspiration aus anderen Werken des Science-Fiction-Genres, etwa aus Joseph Campbells Der Heros in tausend Gestalten. Die grundlegende Handlungsidee eines Jedi-Ritters, der seinen Sohn von einem Freund zu ebendiesem ausbilden lassen will, war bereits Teil der Entwürfe, die in leicht abgewandelter Form im fertigen Film realisiert wurde.
Ein zweiter Entwurf, den Lucas mit Adventures of the Starkiller. Episode 1: The Star Wars betitelte, wurde im Januar 1975 beendet. Dieser vereinfachte und kürzte die Handlung deutlich. Die Hauptfigur war nun ein junger Held namens Luke Starkiller. Dessen Vater, der bereits im ersten Entwurf enthaltene Annikin, war als weiser Jedi-Ritter dargestellt. Die Macht, die ein zentrales Element der gesamten Star-Wars-Saga werden sollte, wurde auch erstmals in diesem Entwurf aufgeführt. In diesem Entwurf fand sich darüber hinaus auch das Thema eines sich von der hellen Seite abwendenden Jedi, hier in der Form des ersten Jedi, der jemals der dunklen Seite verfallen war.
Der dritte Entwurf, der zwischen Mai und August 1975 entstand, trug den Titel The Star Wars: From the Adventures of the Starkiller und war bereits in weiten Teilen mit dem finalen Drehbuch identisch. Die noch im zweiten Entwurf enthaltenen Geschwister Lukes wurden verworfen, während sein Vater nun bereits zu Beginn des Films tot war. Seine Rolle wurde durch eine Figur namens Ben Kenobi übernommen. Auch Prinzessin Leia war Bestandteil dieses Entwurfs.
Der vierte und finale Entwurf trug den Titel The Adventures of Luke Starkiller as taken from the Journal of the Whills, Saga 1: The Star Wars. Darth Vader wird nun als der Mörder von Lukes Vater dargestellt, einige Figuren werden aus den vorherigen Entwürfen gestrichen und Onkel Owen und Tante Beru sterben zu Beginn der Handlung. Diesen im Januar 1976 fertiggestellten Entwurf überarbeitete Lucas in Zusammenarbeit mit Gloria Katz und Willard Huyck zum finalen Drehbuch, das schließlich im März 1976 fertiggestellt wurde, kurz bevor die Dreharbeiten begannen. Noch während der Dreharbeiten änderte Lucas den Nachnamen der Hauptfigur von Starkiller in Skywalker um. Der lange Titel des letzten Drehbuchentwurfs wurde zu großen Teilen zum wiederholten Male verworfen und zurück in The Star Wars geändert. Kurze Zeit später wurde auch der bestimmte Artikel verworfen und der Film fortan lediglich als Star Wars (zu deutsch: Krieg der Sterne) vertrieben. Weitere Änderungen am Drehbuch während der Dreharbeiten schlossen den Tod der Mentorfigur Ben Kenobi ein, da Lucas realisierte, dass er keinen Zweck für die nachfolgende Handlung nach der Flucht vom Todesstern erfüllt hätte.

### Vorproduktion

#### Konzeptzeichnungen

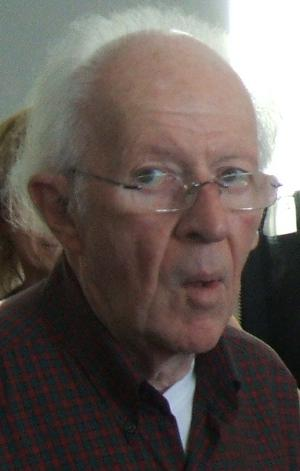
Konzeptzeichner Ralph McQuarrie, 2008

Während der frühen Phase der Projektentwicklung arbeiteten mehrere Konzeptzeichner für Lucas, darunter Alex Tavoularis und Colin Cantwell, der bereits an 2001: Odyssee im Weltraum beteiligt war. Einen besonders großen Anteil an der Entstehung von Krieg der Sterne hatte Ralph McQuarrie, den Lucas zwei Jahre nach der Fertigstellung von American Graffiti als erste Personen für seinen geplanten Weltraumfilm engagierte. Er entwarf nahezu alle Charaktere, Kostüme, Requisiten und Szenenbilder und half dabei, Lucas’ Visionen dem leitenden Studio 20th Century Fox näher zu bringen und die Finanzierung des Films zu gewährleisten. „Wenn Worte meine Ideen nicht übermitteln konnten, musste ich nur auf eine seiner sagenhaften Zeichnungen zeigen und sagen, ‘Macht es so.’“, sagte Lucas Jahre später über McQuarries Beitrag an der Entstehung von Krieg der Sterne, der für die gesamte Crew und die Darsteller Antrieb und Inspiration gewesen sei. McQuarrie war ebenso für die zahlreichen Matte Paintings verantwortlich, mit denen Landschaften oder Planeten auf Glasscheiben in das Bild eingefügt wurden.
McQuarries Zeichnungen, auch zahlreiche schlussendlich nicht für Krieg der Sterne verwendete, dienten für Lucas und andere an der Entstehung weiterer Star-Wars-Medien beteiligte Personen auch noch Jahre und Jahrzehnte später als Inspiration und Vorlage, selbst über McQuarries Tod hinaus.

#### Rollenbesetzung
Ende 1975 begann ein dreimonatiges Vorsprechen in Los Angeles. Der Regisseur George Lucas wählte für die meisten Rollen bis dato vergleichsweise unbekannte Schauspieler ohne langjährige Erfahrung. Mark Hamill, der die Rolle des Luke Starkiller (später Skywalker) bekam, war zuvor lediglich in einigen Folgen US-amerikanischer Fernsehserien zu sehen, darunter in Bill Cosby, Cannon, Die Partridge Familie, General Hospital, Owen Marshall – Strafverteidiger und Die Straßen von San Francisco. Ebenso unbekannt war die damals 19-jährige Carrie Fisher, die kurz zuvor mit einem Kurzauftritt als Loma in Shampoo zu überzeugen wusste. Eigentlich gar nicht Teil des eigentlichen Vorsprechens war Harrison Ford, dessen Aufgabe lediglich darin bestand, als Dialogpartner für die vorsprechenden Schauspieler zu dienen und ihnen die jeweiligen Dialogstellen zu erklären. Lucas war jedoch von Fords teils arroganter und lustloser Darbietung derart überzeugt, dass er ihn für die Rolle des draufgängerischen und selbstbewussten Han Solo auswählte. Ford arbeitete bereits für American Graffiti (1973) erfolgreich mit Lucas zusammen. Krieg der Sterne war in vielerlei Hinsicht Fords Sprungbrett zu einem der erfolgreichsten Filmschauspieler der Welt, nachdem er zuvor meist nur in Nebenrollen aufgetreten war. Im Gegensatz dazu war Alec Guinness bereits vor Krieg der Sterne ein international angesehener Schauspieler, der 1958 für seine Darbietung in Die Brücke am Kwai mit einem Oscar als bester Hauptdarsteller gewürdigt wurde. Lucas’ Wunsch, im Grunde ausschließlich auf unbekannte Schauspieler zu setzen, wurde vom leitenden Studio mit wenig Begeisterung aufgenommen. Auch aus diesem Grund wurde Guinness die wichtige Rolle des weisen Lehrmeisters Ben Kenobi zuteil, die ihm durch eine prozentuale Beteiligung am Nettogewinn des Films zudem eine beträchtliche Gage einbrachte. Auch der britische Schauspieler Peter Cushing konnte bereits vor Krieg der Sterne als einer der größten Stars des Horrorfilm-Genres Erfolge feiern, unter anderem in Dracula und der Frankenstein-Filmreihe. Er sollte ursprünglich Obi-Wan Kenobi verkörpern, doch Lucas entschied sich aufgrund seines schlanken Körperbaus für die Rolle des imperialen Kommandanten des Todessterns, Großmoff Tarkin.
Anthony Daniels wurde für die Rolle des Protokolldroiden C-3PO ausgewählt, dem er ursprünglich jedoch nicht seine Stimme leihen sollte. Lucas entschied sich schlussendlich doch dafür, dass Daniels auch die Stimme des humanoiden Roboters sein solle, obwohl er zuvor ein Vorsprechen für dutzende professionelle Synchronsprecher durchführen ließ. Lucas benötigte für die Rolle von C-3POs treuem Begleiter, R2-D2, einem etwa ein Meter großen Roboter, eine kleine Person, die in das Modell passen und dieses steuern würde. Kenny Baker, der etwa 1,12 m groß war, bekam die Rolle nach einem kurzen Treffen mit Lucas in London zugesprochen. Zunächst hatte er das Angebot jedoch dreimal abgelehnt, da er hoffte, mit seinem Bühnenprogramm und Fernsehrollen Erfolg zu haben, er zudem keinerlei Text hatte und sein Gesicht im gesamten Film nicht zu sehen gewesen wäre. Darüber hinaus suchte Lucas zwei sehr große Schauspieler für die Figuren Chewbacca und den Bösewicht des Films, Darth Vader. Als Peter Mayhew für den Film vorsprach und sich zur Begrüßung von seinem Stuhl erhob, schaute Lucas kurz zu ihm auf und bot ihm, ohne zu zögern, eine Rolle im Film an. Er hatte die Wahl zwischen beiden Rollen. Da Mayhew lieber einen Helden spielen wollte, wählte er den Copiloten und Freund von Han Solo, während der britische Schauspieler und Bodybuilder David Prowse der Meinung war, der Bösewicht würde länger in Erinnerung behalten werden und folglich als Darth Vader verpflichtet wurde. Jedoch wusste Prowse zu diesem Zeitpunkt nicht, dass sowohl sein Gesicht als auch seine Stimme aufgrund seines südwestenglischen Akzents nicht für den finalen Film vorgesehen waren. Für die Stimme von Darth Vader zog Lucas Orson Welles und den weniger bekannten James Earl Jones in Betracht. Nachdem er zunächst Welles die Rolle angeboten hatte, entschied er sich dafür, Jones die Stimme einsprechen zu lassen, da die Stimme Welles’ zu bekannt gewesen sei.

Hauptdarsteller des Films
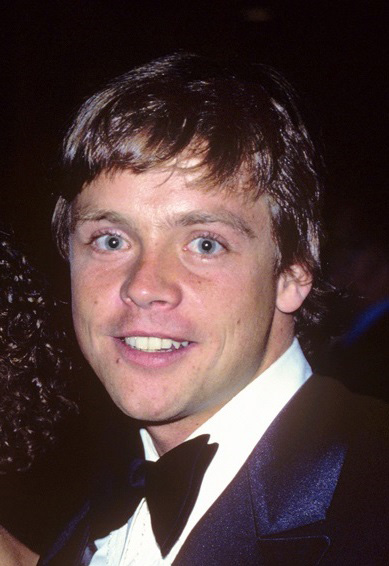
Mark Hamill (1980) spielte Luke Skywalker.
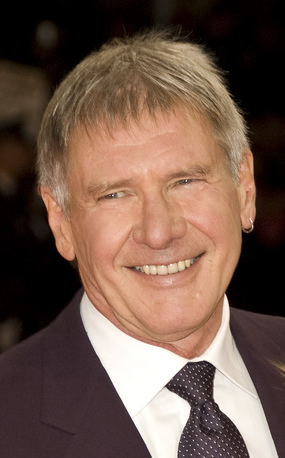
Harrison Ford (2009) spielte Han Solo.
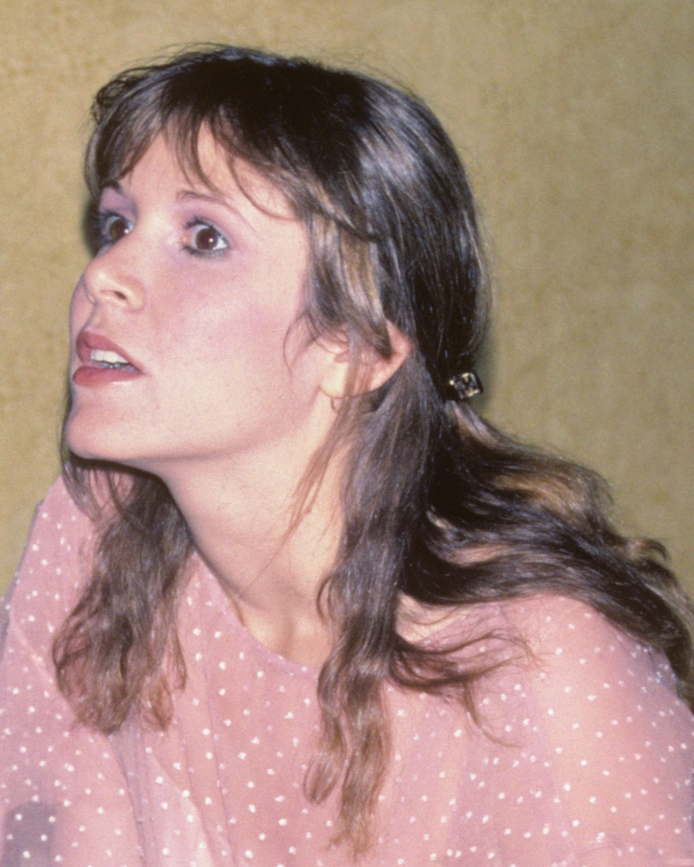
Carrie Fisher (1978) spielte Leia Organa.
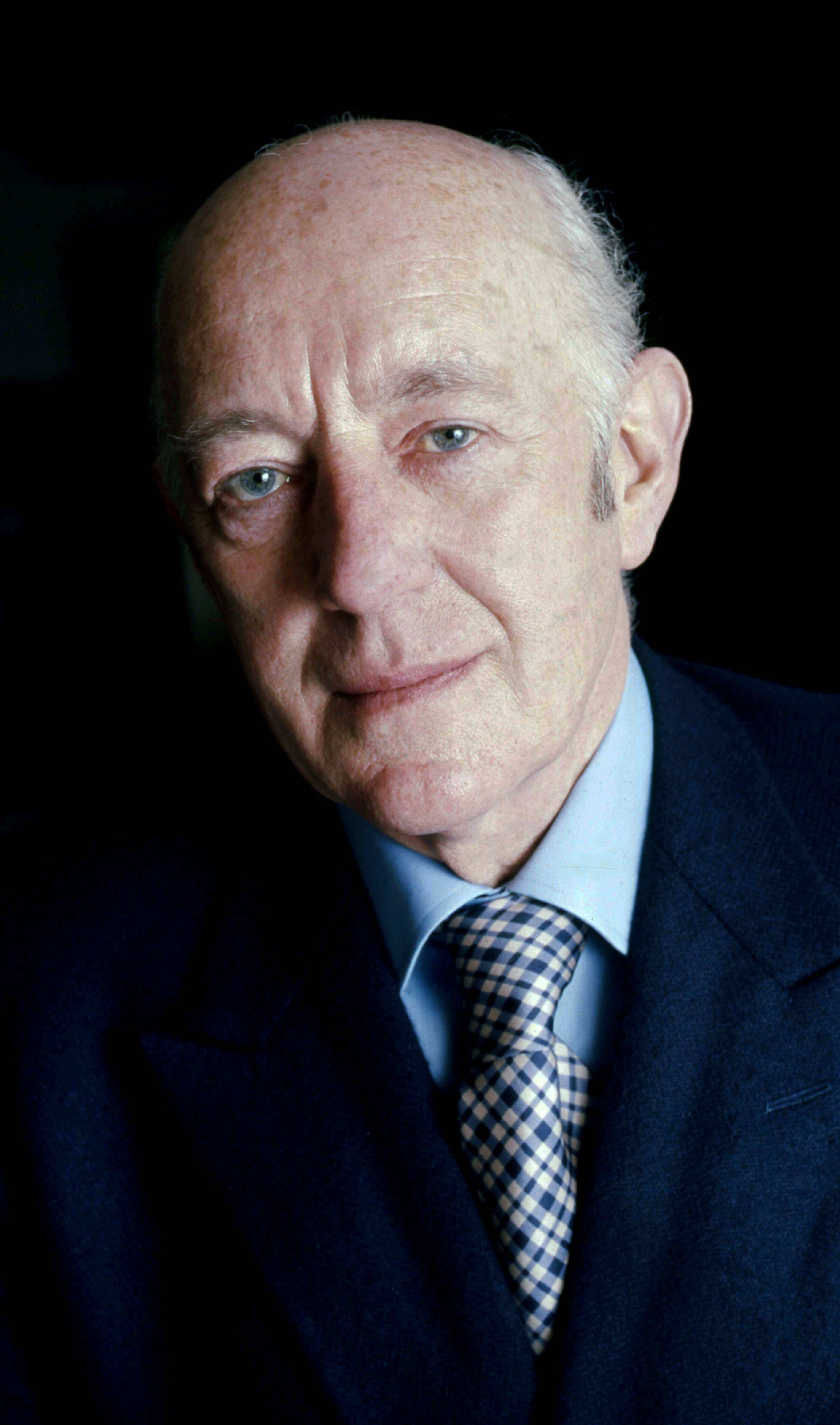
Alec Guinness (1973) spielte Obi-Wan Kenobi.
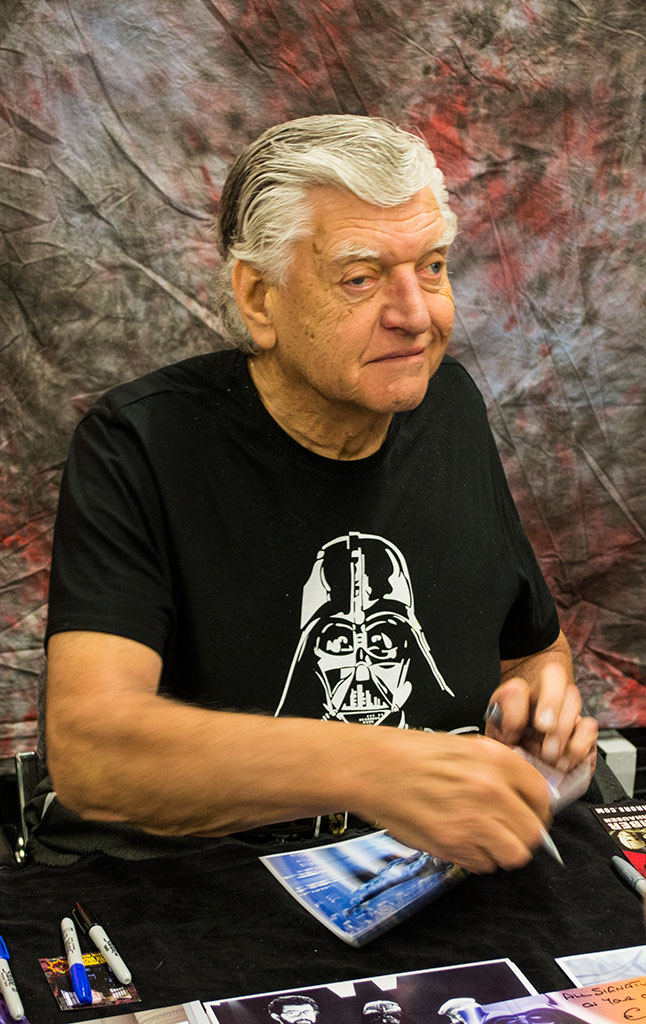
David Prowse (2013) spielte Darth Vader.
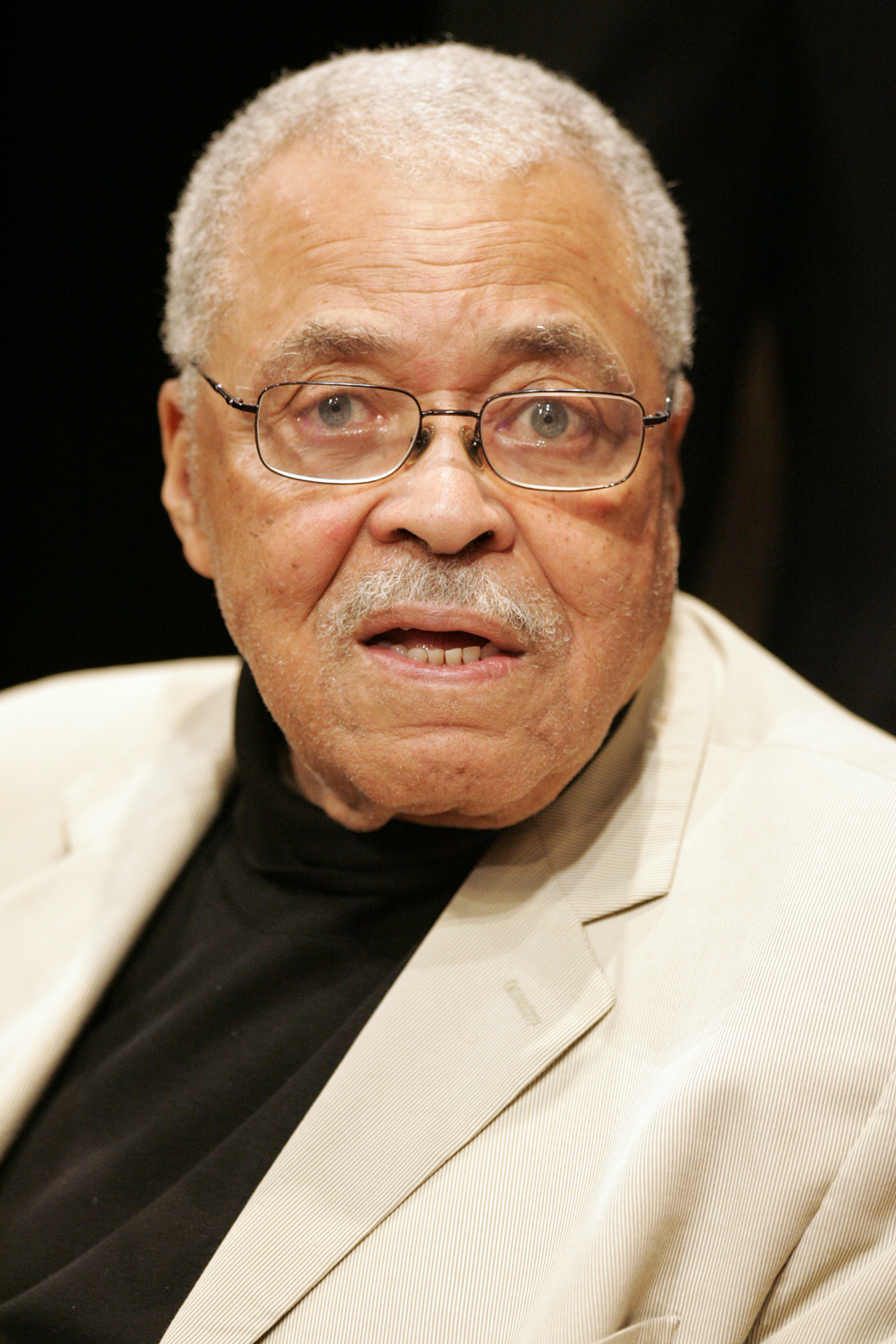
James Earl Jones lieh Darth Vader seine Stimme.
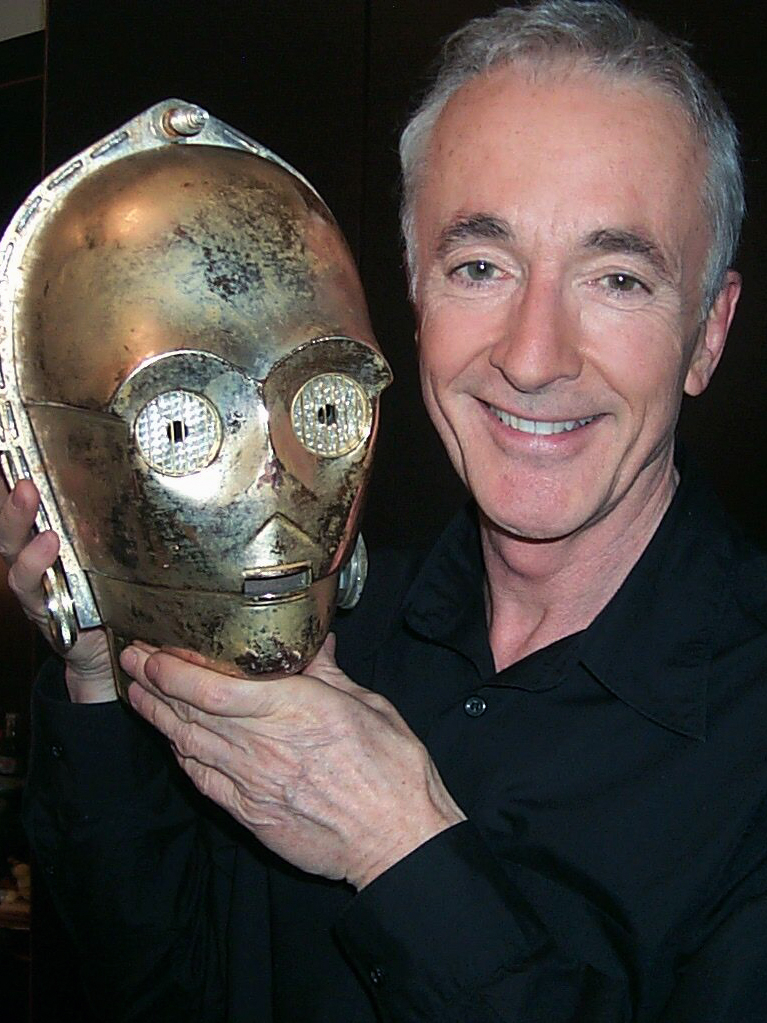
Anthony Daniels (2005) spielte C-3PO.
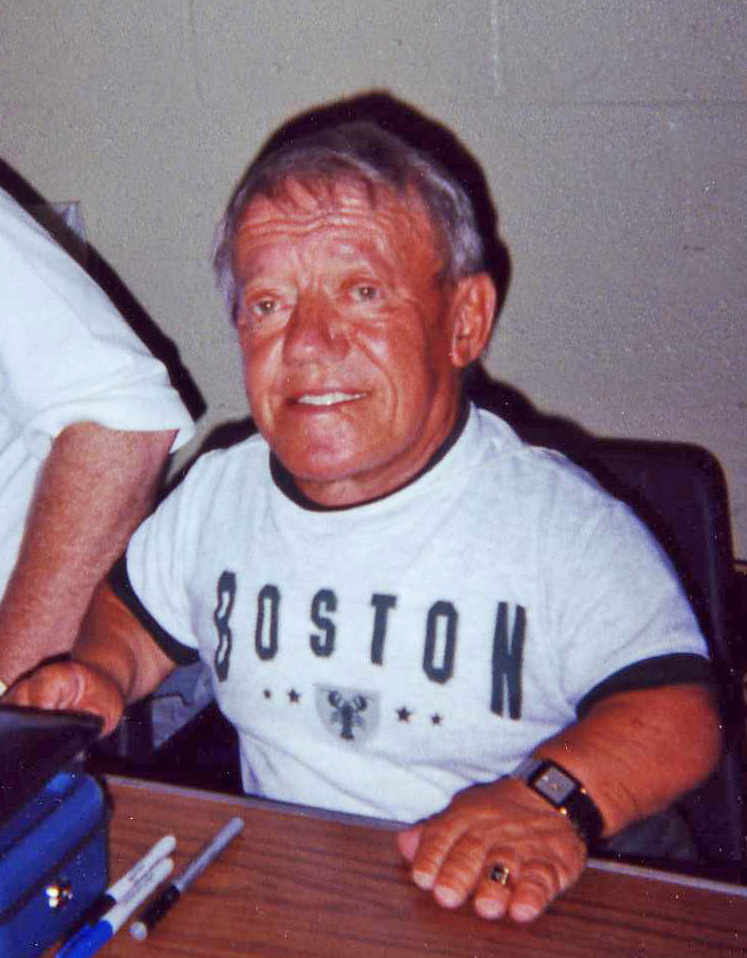
Kenny Baker (2005) spielte R2-D2.
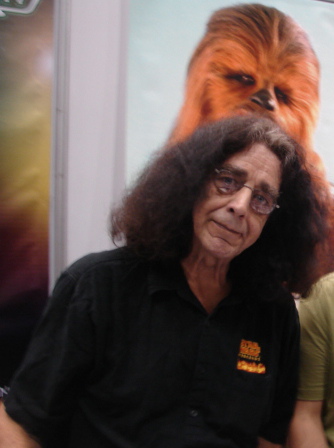
Peter Mayhew (2001) spielte Chewbacca.

Als Darsteller der Zieheltern von Luke Skywalker wurden Phil Brown (Onkel Owen) und Shelagh Fraser (Tante Beru) verpflichtet. In weiteren, kleineren Nebenrollen sind unter anderem Jack Purvis (namenloser Chef-Jawa), Alex McCrindle (General Dodonna), Eddie Byrne (General Willard), Denis Lawson (Wedge Antilles), Jeremy Sinden (Tex Tiree, „Gold Zwei“), Richard LeParmentier (General Motti) und Peter Sumner (Lieutenant Pol Treidum) sowie Peter Diamond (mehrere Rollen) zu sehen.

#### Szenenbild
Die Ambitionen, die George Lucas ausgehend von McQuarries Konzeptzeichnungen in Hinsicht auf die nötigen Bühnenbilder hatte, waren enorm und nie zuvor in einer solchen Dimension realisiert worden. Er engagierte Jonathan Barry und Roger Christian, die zu dieser Zeit an den Sets von Abenteurer auf der Lucky Lady arbeiteten. Lucas legte vor allem Wert darauf, dass die verwendeten Bühnenbilder weniger spektakulär als realistisch sein sollten, um scheinbar real existierende Orte mit einer glaubwürdigen Kulisse zu verwirklichen. Damit ging Lucas einen anderen Weg als andere Science-Fiction-Filme der Zeit, die überwiegend futuristische und hochglänzende Umgebungen beinhalteten. Lucas wünschte sich Kulissen, Raumschiffe und Gegenstände, die zwar fortschrittlicher waren als real existierende, allerdings ein gebrauchtes Aussehen rüberbrachten und damit greifbarer wirken sollten.
Die ersten Bühnenbilder wurden in den Elstree Studios erarbeitet. Insgesamt wurden 30 verschiedene Bühnenbilder gebaut, die den Großteil des Studios in Borehamwood (England) einnahmen, darunter Raumschiffe, Kontrollräume, die Kantine und die Gänge und Räume des Todessterns. Das Set der geheimen Basis der Rebellenallianz war das bis dato größte Europas und wurde in den Shepperton Studios errichtet.
Für ihre Arbeit an Krieg der Sterne wurden die Szenenbildner Jonathan Barry, Leslie Dilley, Norman Reynolds und Roger Christian bei den Academy Awards 1978 mit einem Oscar für das Beste Szenenbild ausgezeichnet.

#### Kostüme
Für die Kostüme der Figuren wählte Lucas den Kostümbildner John Mollo aus, der zuvor hauptsächlich an historischen Filmen als Berater mitgewirkt hatte. Lucas wollte jemanden, der sich vor allem mit militärischen Uniformen und Ausrüstungen auskenne und Kostüme entwerfen könne, die den Anschein erweckten, in die erdachte Welt zu gehören, anstatt auf eine Theaterbühne. Basierend auf den Konzeptzeichnungen Ralph McQuarries entwarf Mollo die Kostüme des Films. Bei seiner Arbeit an den Kostümen arbeitete Mollo eng mit Szenenbildner Jonathan Barry zusammen, um eine konsistente Ästhetik zwischen den Kostümen und den jeweils verwendeten Szenenbildern zu erschaffen. Eine ebenso enge Zusammenarbeit existierte mit Lucas, der Mollo fortlaufend seine Ideen näherbrachte, woraufhin Mollo gemeinsam mit Lucas Zeichnungen erstellte und die Kostüme entwarf.
Das berühmte Kostüm des Antagonisten Darth Vader entwarf Mollo unter anderem aus einer Kombination aus klerikaler Robe, Teilen einer Motorradschutzausrüstung, einem Stahlhelm der deutschen Wehrmacht aus dem Zweiten Weltkrieg und einer Gasmaske. Die Uniformen der imperialen Offiziere lehnte er bewusst an die historischen Uniformen deutscher Offiziere aus dem Zweiten Weltkrieg an, während die Kostüme der Helden an die Kleidung des wilden Westen erinnern sollten.

### Dreharbeiten
George Lucas orientierte sich bei der Ästhetik des Films an Gregg Toland, der als Kameramann für seine kontrastreiche Szenenausleuchtung und innovative Kameraführung bekannt wurde. Lucas wollte durch überbelichtete Farben, starke Schatten und einem surrealen Aussehen fremde Welten darstellen, die dennoch eine ästhetische Qualität und Anleihen eines Dokumentarfilms besaßen.
Als Kameramann bemühte er sich ursprünglich um die Dienste von Geoffrey Unsworth, der zuvor an Stanley Kubricks 2001: Odyssee im Weltraum gearbeitet hatte. Dieser war an einer Zusammenarbeit mit dem jungen Regisseur interessiert und akzeptierte das Angebot von Lucas und Produzent Kurtz zunächst auch, nahm die Zusage jedoch später wieder zurück, um an dem von Vincente Minnelli entwickelten Film A Matter of Time mitzuwirken. In der Folge wurde Gilbert Taylor als Kameramann verpflichtet, dessen Arbeit an Dr. Seltsam und A Hard Day’s Night Lucas überzeugte. Das Verhältnis zwischen Taylor und Lucas war allerdings von Beginn an von Spannungen und später auch offenen Meinungsverschiedenheiten gekennzeichnet. Da Lucas selbst sich in die Detailarbeit der Produktion vertiefte, erdachte Taylor auf Grundlage des Drehbuchs eigene Ideen und Vorstellungen, wie der Film aussehen müsste und entwickelte auch hinsichtlich der Lichtschwerter und anderen Requisiten am Set selbstständig Beleuchtungskonzepte. Da Lucas es als unabhängiger Filmemacher von seinen früheren Projekten gewohnt war, jeden Produktionsprozess zu kontrollieren, entwickelte sich das ohnehin kühle Verhältnis der beiden zu fortlaufenden kreativen Differenzen. Taylor empfand die stete Einflussnahme Lucas’ auf Beleuchtung und Kamera, die er teils sogar selbstständig am Set bewegte und änderte, als Kompetenzüberschreitung. So lehnte Taylor die von Lucas gewollte Weichzeichnungoptik und Gaze ab und weigerte sich, die Anweisungen Lucas’ umzusetzen, der diese direkt einforderte, anstatt in kreativem Austausch seine Vorstellungen an Taylor heranzubringen und diese zu diskutieren.
Die Dreharbeiten für den Planeten Tatooine sollten ursprünglich auf den Philippinen stattfinden. Dafür reiste Produzent Gary Kurtz auf die Inselgruppe, um geeignete Orte zu finden. Lucas änderte jedoch seine Pläne, Tatooine als Dschungelplaneten zu porträtieren, da ihm der Gedanke missfiel, monatelang in tropischen Regenwäldern zu filmen. Aus diesem Grund entstand Tatooine als Wüstenplanet. Als mögliche Drehorte wurden Wüsten in Nordamerika und dem nahen Osten in Betracht gezogen, die Wahl fiel schließlich auf Tunesien. Die Dreharbeiten in der tunesischen Wüste begannen am 22. März 1976 und wurden gleich zu Beginn von Problemen ausgebremst. Dazu gehörten fehlerhafte Requisiten, durch Wüstensand zerstörtes Equipment und für die Region seltener Starkregen, wodurch Lucas und sein Team im Zeitplan zurückfielen. In Tunesien entwickelten sich darüber hinaus weitere Meinungsverschiedenheiten zwischen Lucas und Taylor. Um die schlechten Sichtverhältnisse in der Wüstenregion auszugleichen, schlug Lucas die Verwendung von starken Filtern und Diffusorn vor, teils mit Netzen und anderen Hilfsmitteln, was Taylor ablehnte, da er davon ausging, dass der Film absolut sauber aussehen sollte. Der Disput wurde schließlich durch 20th Century Fox beigelegt, die Taylors Vorschläge unterstützten.
Die Dreharbeiten begannen in Chott el Djerid im Süden Tunesiens. Hier wurden die Szenen außerhalb Lukes Zuhause gedreht. Zu etwa derselben Zeit begann ein Bautrupp in Tozeur mit dem Errichten eines Sets, das insgesamt acht Wochen in Anspruch nahm. Andere Drehorte waren die Sanddünen der tunesischen Wüste in der Nähe der Stadt Nefta. Hier entstand eine Szene, in der im Hintergrund der vorbeilaufenden Roboter R2-D2 und C-3PO ein riesiges Skelett im Sand vergraben ist. Die Kostüme der beiden Roboter stellten die Crew fortlaufend vor Probleme. So verletzte sich der Schauspieler Anthony Daniels beim ersten Tragen des C-3PO-Anzugs. Zudem war es im Kostüm extrem heiß und Daniels konnte durch die goldbedeckten Augen des Kostüms kaum sehen. Die steuerbaren R2-Einheiten funktionierten auch nur sehr unregelmäßig, da Funkstörungen dafür sorgten, dass die Modelle außer Kontrolle gerieten. Nachdem mehrere Szenen gegen die Schluchten vor Tozeur gedreht worden waren, zog die Produktion nach Matmata. Hier diente das Hôtel Sidi Driss als Kulisse für die Innenaufnahmen in Lukes Zuhause. Das Hotel ist zu großen Teilen unterirdisch und eine der traditionellen Höhlenwohnungen der Region. Weitere Szenen für Tatooine wurden im Death Valley in Nordamerika gedreht.

Drehorte für Krieg der Sterne
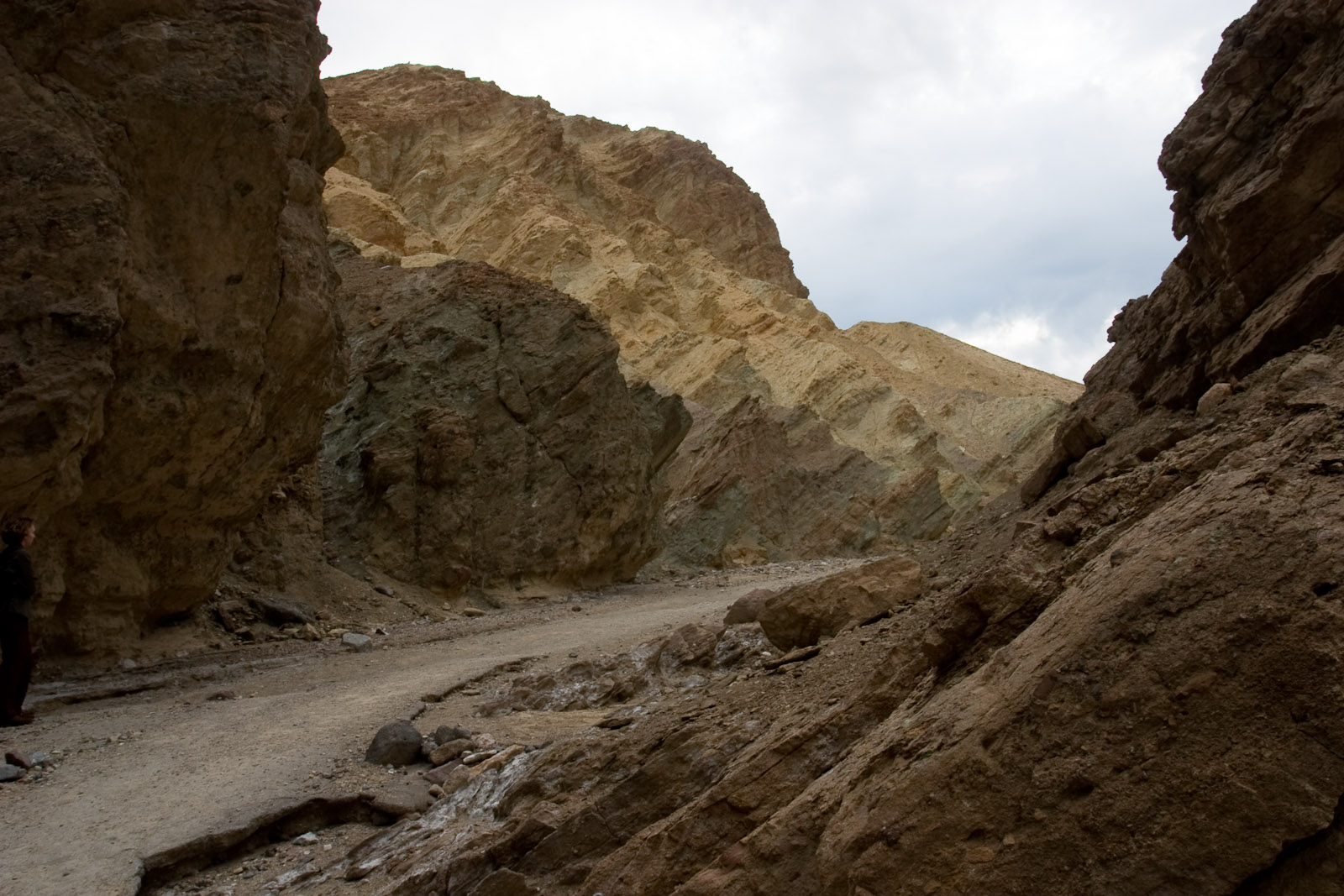
Der Death-Valley-Nationalpark diente als Drehort für Tatooine.
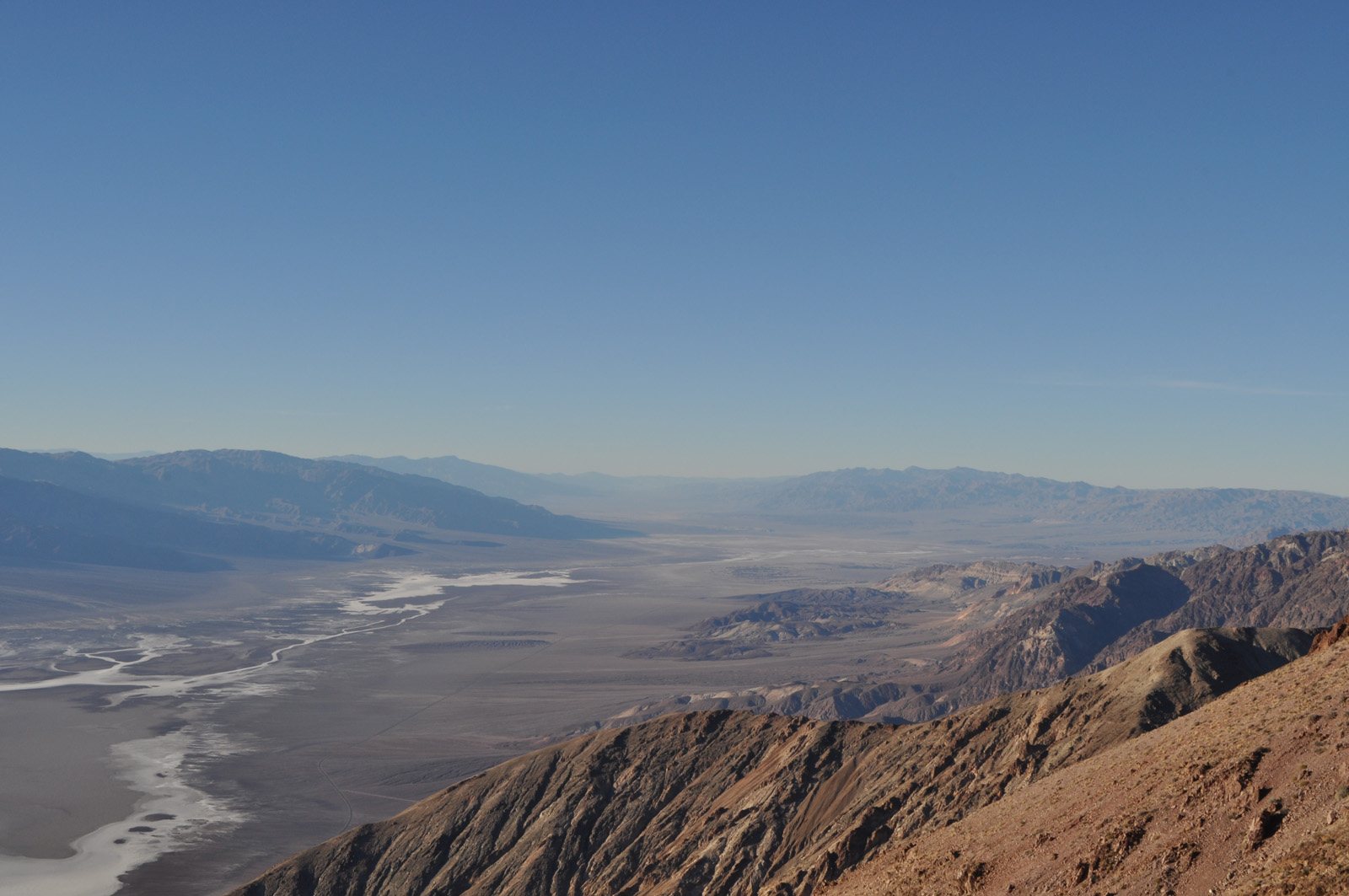
Dantes View des Death-Valley-Nationalparks diente als Kulisse für die Stadt Mos Eisley, die per Matte Painting eingefügt wurde.
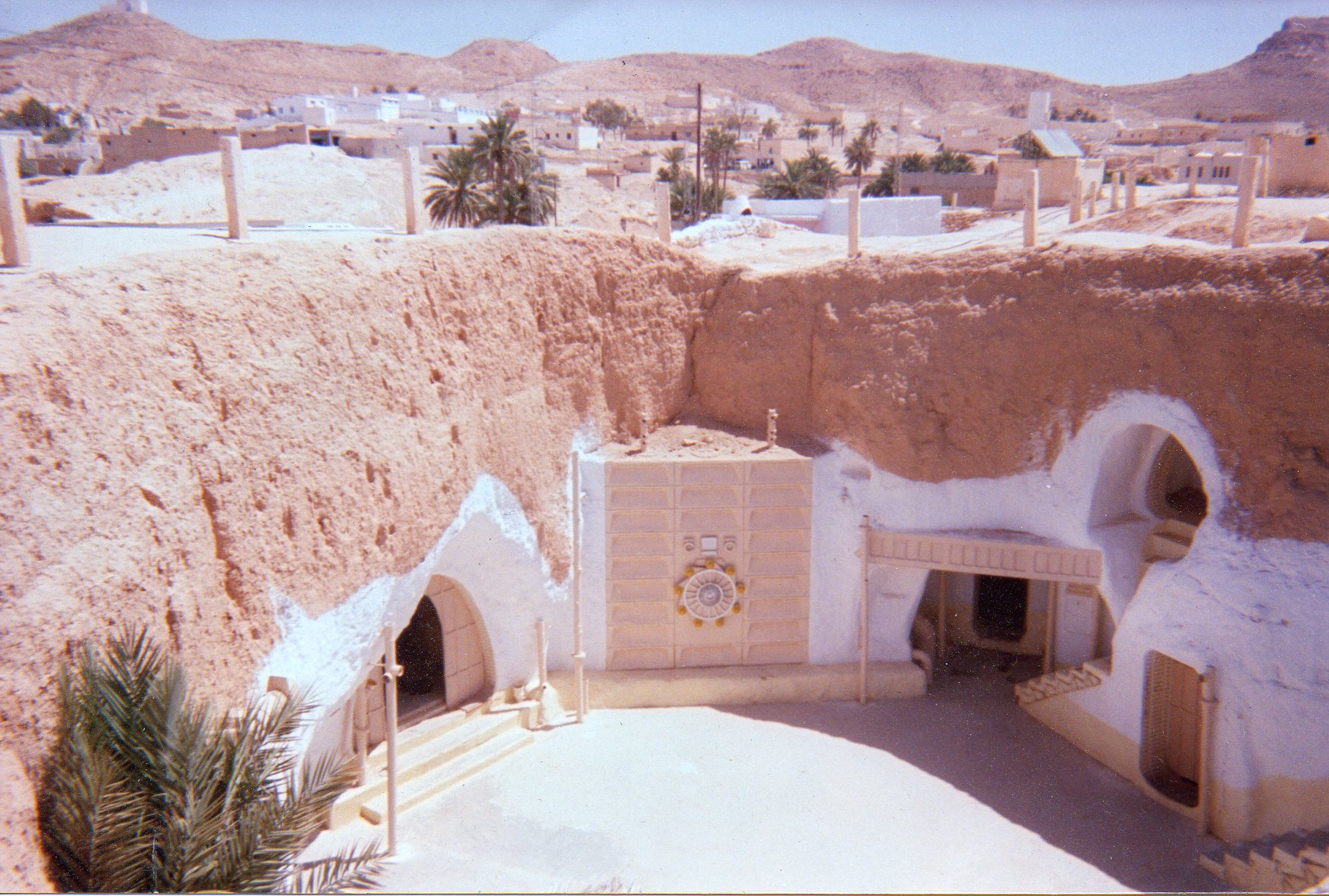
Die Wohnhöhlen von Matmata dienten als Kulisse für Lukes Zuhause.
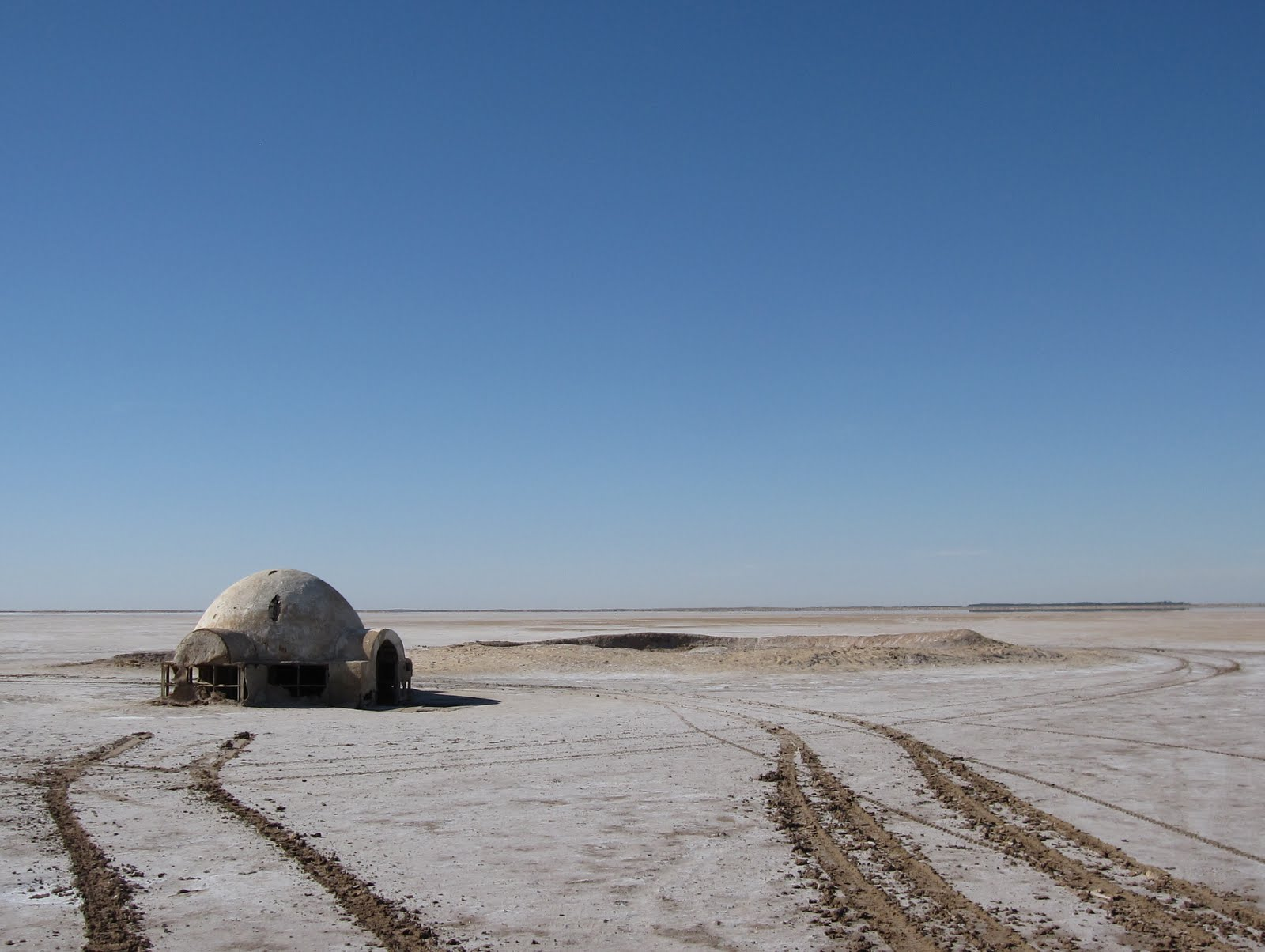
Chott el Djerid diente als Drehort für die Außenaufnahmen von Lukes Zuhause.
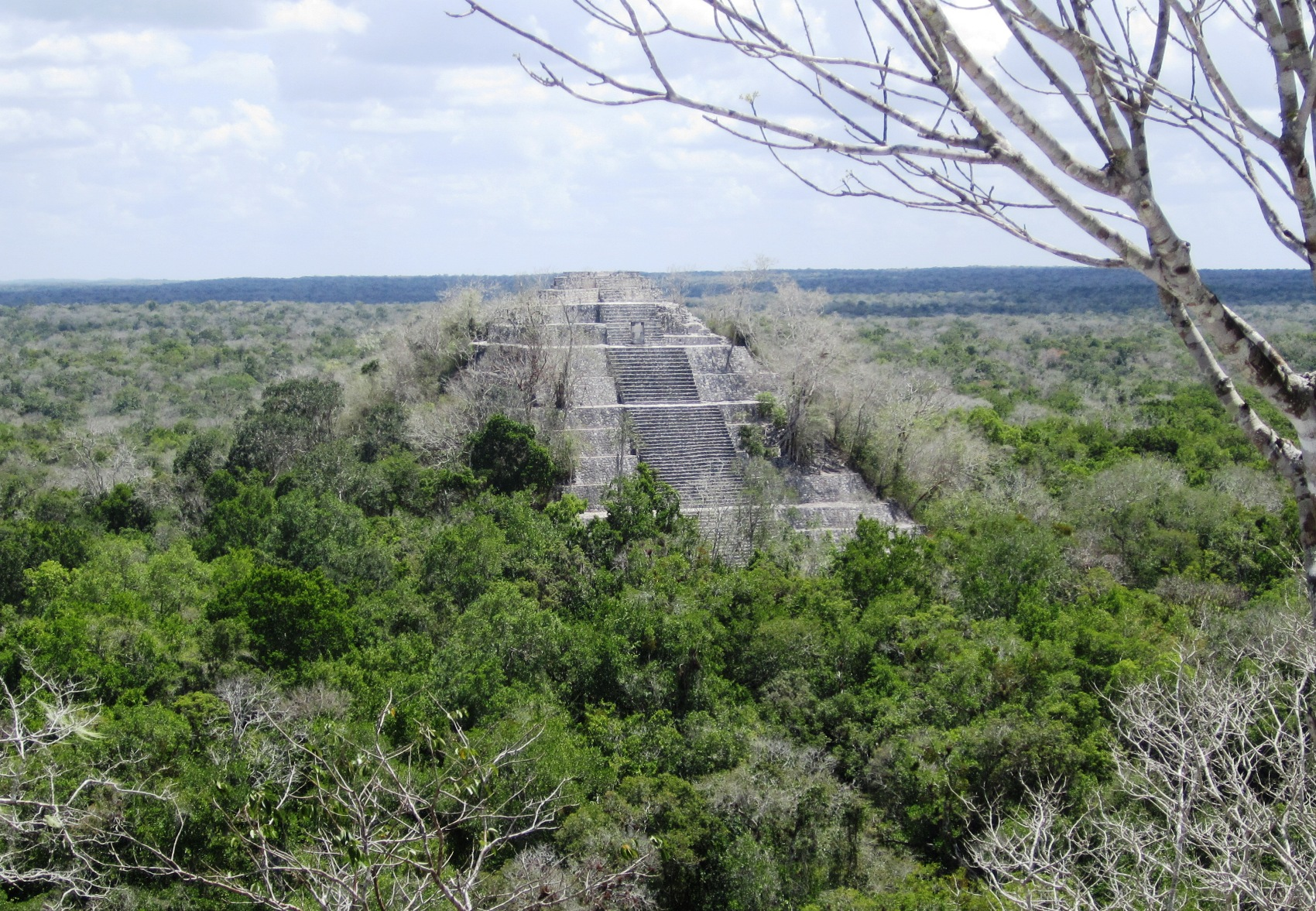
Calakmul diente als Kulisse für die Rebellenbasis auf Yavin IV.
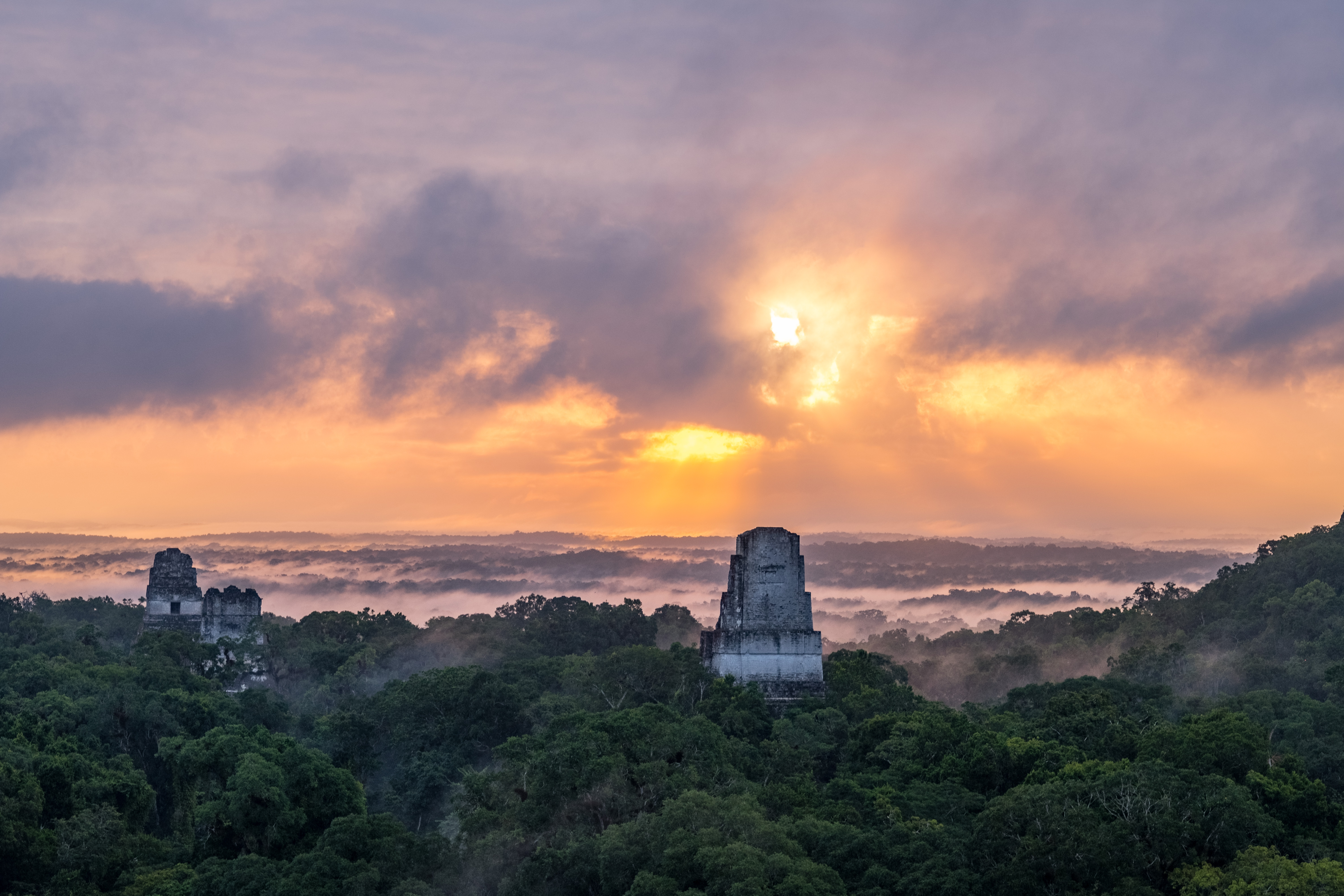
Die Tempelanlagen in Tikal waren Drehort für Yavin IV.
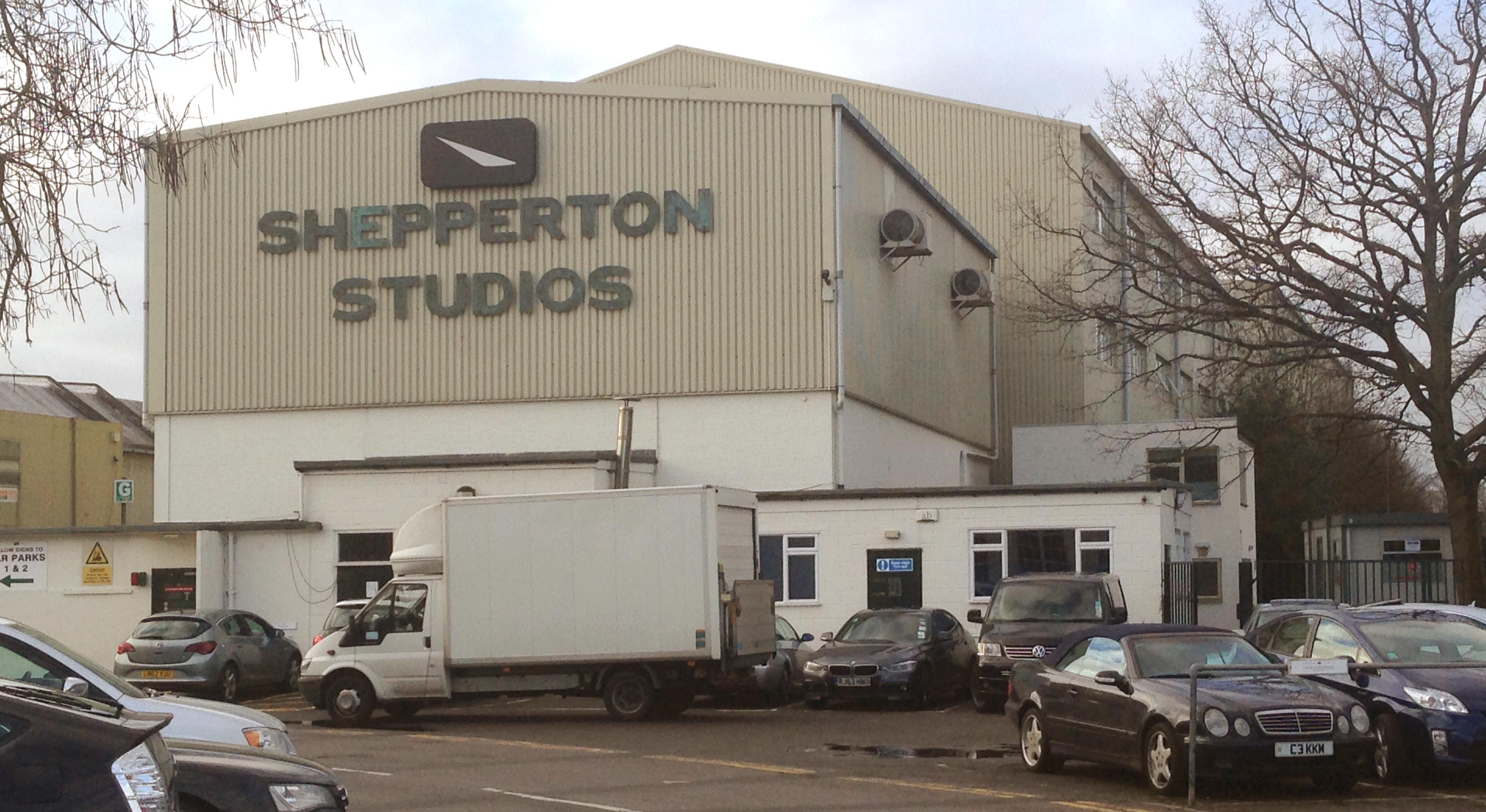
Studioaufnahmen fanden in den Shepperton Studios statt.
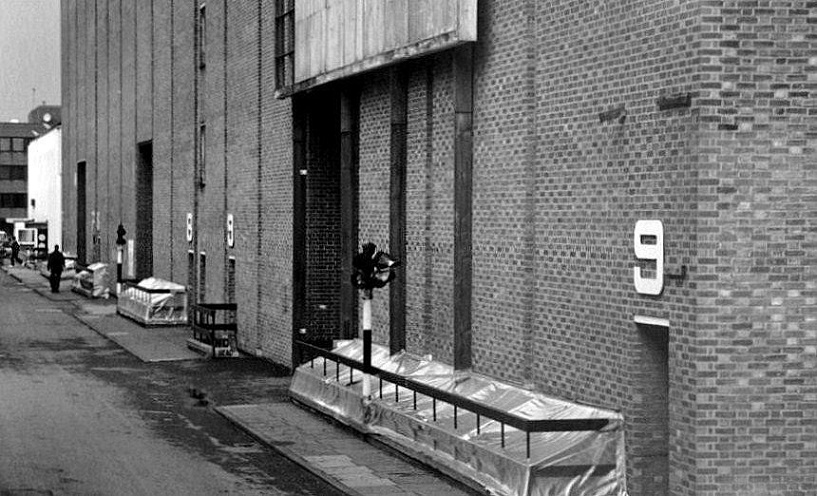
In den Elstree Studios wurde ebenfalls gedreht.
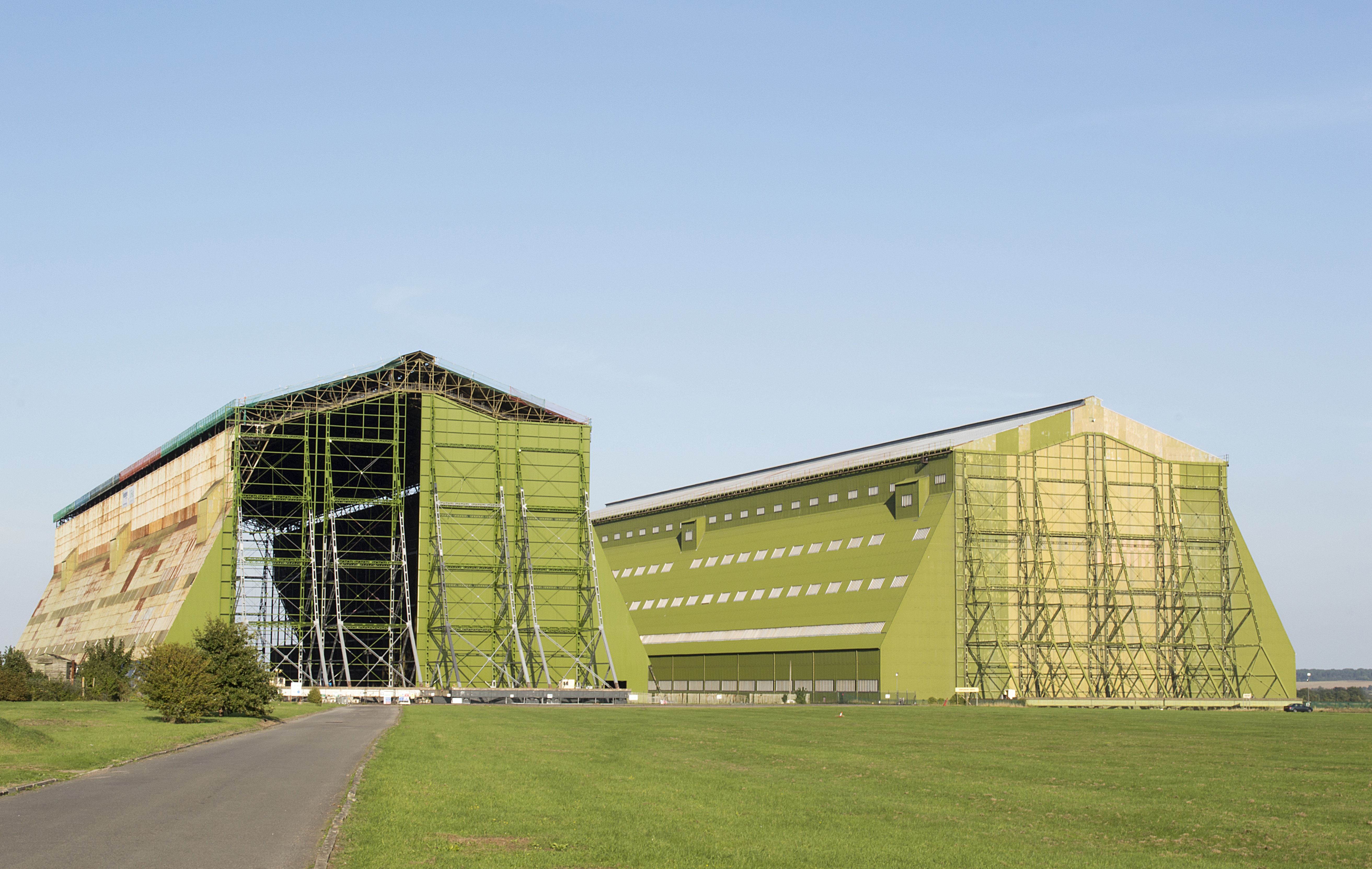
Die Hangaranlagen des Cardington Airfield (Bedfordshire, England) wurden für Yavin IV genutzt.

Nach etwa zweieinhalb Wochen Dreharbeiten in Tunesien zogen Besetzung und Crew in die Elstree Studios in der Nähe von London. Damit verbunden war die Hoffnung, dass der von Problemen gekennzeichnete Start der Dreharbeiten in der kontrollierbaren Umgebung der Studios überwunden und verloren gegangene Zeit aufgeholt werden könnte. Allerdings sahen sich George Lucas und seine Crew neuen Hürden gegenübergestellt. Dazu zählte die Tatsache, dass aufgrund strenger britischer Arbeitsschutzregelungen die Dreharbeiten um spätestens halb sechs abends abgeschlossen werden mussten, es sei denn, eine aktuelle Szene war mitten im Dreh. Ein Großteil der Innenaufnahmen wurde in London gedreht. Während der Dreharbeiten wurden neun große Bühnen gleichzeitig betrieben, was kaum ein anderes Studio zu der damaligen Zeit hätte leisten können. Während der Dreharbeiten war kaum ein Crewmitglied davon überzeugt, dass der Film ein Erfolg werden könnte, ungeachtet Lucas’ Engagements und Einsatzes während dieser Zeit. Viele hielten die Dialoge, Kostüme und die Handlung für albern, unfreiwillig komisch und kindisch. Auch viele der beteiligten Schauspieler waren von dem Projekt nicht überzeugt. Die Dreharbeiten in den Studios in Großbritannien dauerten knapp 15 Wochen.
Während der Dreharbeiten in Großbritannien entdeckte Lucas eher zufällig ein Poster eines Reisebüros, das für Tikal in Guatemala warb. Dies bewog ihn dazu, im März 1977 ein Filmteam nach Guatemala zu entsenden, das Szenen für die Rebellenbasis auf dem Mond Yavin IV drehen sollte. Als Kulisse dienten die historischen Maya-Tempel in Tikal.
Einige der Schauspieler beklagten sich am Set über die sehr knapp ausfallenden Anweisungen des Regisseurs, die oft nur aus „schneller“ und „intensiver“ bestanden. Produzent Kurtz beschrieb Lucas als schüchternen Einzelgänger, dem es oft unangenehm war, von einer großen Gruppe Menschen umgeben zu sein. Er vertiefte sich lieber in die Produktion seines Films, wirkte dabei oft depressiv auf die Crew. Die Arbeit verlangte Lucas derart viel ab, dass bei ihm Bluthochdruck und Erschöpfung diagnostiziert und er aufgefordert wurde, seinen Stresslevel zu senken. Um den straffen Zeitplan einzuhalten, spaltete sich die Crew in drei Einheiten auf, angeführt von Lucas, Kurtz und dem Produktionsleiter Robert Watts. Mit diesem System erfüllten sie die Vorgaben des Studios.

### Postproduktion

#### Schnitt
Als ursprünglicher Veröffentlichungstermin war Weihnachten 1976 geplant. Die zahlreichen Produktionsverzögerungen sorgten jedoch dafür, dass dieser Termin nicht gehalten werden konnte. Als neuer Starttermin wurde der Sommer 1977 anvisiert. Die Postproduktion war aufgrund des zunehmenden Drucks von 20th Century Fox ebenso anstrengend wie die bis dato erfolgte Produktion. Der Hauptdarsteller Mark Hamill erlitt zudem nach den Dreharbeiten einen Autounfall, der bleibende Narben in seinem Gesicht verursachte, wodurch Nachdrehs für seine Rolle kaum möglich waren. Zu dem ohnehin schon großen Zeitdruck kam für Lucas ein weiteres Problem, denn eine erste Schnittfassung des Films von Filmeditor John Jympson gefiel dem Regisseur überhaupt nicht. Nachdem Versuche gescheitert waren, Jympson zu einer neuen Version nach dem Geschmack Lucas’ zu bewegen, entließ Lucas ihn und stellte als neue Editoren Paul Hirsch und Richard Chew ein. Sie erarbeiteten neue Versionen, die nur noch zu 60 bis 70 % aus Material der ersten Fassung bestanden. Ebenfalls einen großen Anteil am Schnitt der finalen Version hatte George Lucas’ damalige Ehefrau Marcia Lucas, die zu der Zeit mit dem gemeinsamen Freund Martin Scorsese an dessen Film New York, New York arbeitete.
Die meisten Änderungen dienten dazu, das Erzähltempo des Films zu erhöhen, das insbesondere Chew als zu lethargisch empfand. Zahlreiche Szenen wurden vor allem zu Beginn des Films entfernt, die ursprünglich dazu dienten, die Hauptfigur Luke einzuführen. Sie behandelten seinen Alltag unter seinen Freunden, der vom Weltraumgefecht über dem Planeten Tatooine beeinflusst wurde. Laut Chew wurde der Zuschauer in den ersten fünf Minuten dieser Version mit einer Fülle an Informationen überhäuft, die kaum zu verarbeiten war. Aus diesem Grund wurden Lukes Szenen zu Beginn des Films komplett entfernt. Er wird erst Teil der Handlung, als sich sein Weg mit denen der Droiden C-3PO und R2-D2 kreuzt.
Da die vielen Verzögerungen während der Produktion das Budget des Films zum wiederholten Male zu überschreiten drohten, musste Lucas zahlreiche künstlerische Kompromisse eingehen. Ladd stimmte zwar erneut zu, zusätzliche Mittel zur Verfügung zu stellen, doch reichten diese lediglich dafür, zusätzliche Filmaufnahmen durchzuführen, etwa im Death Valley und in Guatemala, die Anfang 1977 abgeschlossen waren. Eine ursprünglich geplante Szene zwischen Han Solo und dem Gangsterboss Jabba dem Hutten im Raumhafen des Planeten Tatooine, die zunächst mit dem Schauspieler Declan Mulholland gedreht wurde und später durch ein Stop-Motion-Modell Jabbas ersetzt werden sollte, entfernte Lucas aus Zeit- und Geldmangel gänzlich.
Lucas und sein Team vollendeten einen frühen Filmschnitt im Februar 1977, der den Führungskräften von 20th Century Fox, einigen befreundeten Regisseuren sowie Roy Thomas und Howard Chaykin gezeigt wurde. Letztgenannte arbeiteten zu der Zeit für Marvel Comics, die an einer Star-Wars-Adaption arbeiteten. Diese frühe Fassung wies große Unterschiede im Vergleich zur Kinoversion auf, sowohl in der Abfolge der einzelnen Szenen und Handlungsstränge, als auch bezüglich der Vertonung und Spezialeffekte. So wurde in dieser Version David Prowses Stimme für die Figur des Darth Vaders verwendet, die meisten Spezialeffekte fehlten ebenso. Für die Blasterschüsse der Soldaten wurden beispielsweise handgezeichnete Pfeile eingeblendet und die Fluggefechte im Weltraum durch historische Aufnahmen aus dem Zweiten Weltkrieg angedeutet. Die Schnittfassung wurde von den anwesenden Gästen überwiegend schlecht aufgenommen, was Lucas enttäuschte. Unter ihnen waren auch die Regisseure Brian De Palma, John Milius und Steven Spielberg, ein enger Freund Lucas’. Spielberg sagte später, er sei die einzige der anwesenden Personen gewesen, der Gefallen an Lucas’ Film gefunden habe. Er schob die gemischten Reaktionen auf die unfertigen Spezialeffekte des Films zurück. Lucas beschrieb die Reaktionen später als ehrlich und verwirrt. Zu Lucas’ Verwunderung und Wohlwollen nahmen Ladd Jr. und die anderen Studiobosse den Film dagegen gänzlich anders auf. Gereth Wigan etwa beschrieb ihn als den großartigsten Film, den er je gesehen habe. Da Lucas sonst eher wenig Unterstützung des Studios erfuhr, erfreute ihn die Reaktion umso mehr.
Die drei Editoren Paul Hirsch, Marcia Lucas und Richard Chew fügten zudem ein entscheidendes Detail im dritten Akt des Films hinzu. So war der direkt bevorstehende Angriff des Todessterns auf die Rebellenbasis auf Yavin IV ursprünglich gar nicht vorgesehen. Die Rebellen sollten den Todesstern unabhängig davon angreifen und zerstören. Die Entscheidung, diesen Handlungsstrang zu ändern, sollte dem Schlussakt größere Spannung und Dringlichkeit verleihen, da für die Rebellen nun viel mehr auf dem Spiel stünde als zuvor. Im Film ist diese Entscheidung leicht auszumachen, da jede Information, die der Zuschauer über die bevorstehende Zerstörung der Basis durch den Todesstern erhält, über Grafikeinblendungen und Funknachrichten übermittelt wird, die nachträglich leicht einzufügen waren.
Der Einleitungstext, der als Laufschrift zu Beginn des Films von unten nach oben durchs Bild fährt, bestand ursprünglich aus sechs Absätzen mit jeweils vier Sätzen. Als Lucas diesen im Rahmen der ersten Testvorführung zeigte, bot Brian De Palma an, ihn für Lucas zu überarbeiten, weil dieser ihn für deutlich zu lang und unverständlich hielt. De Palmas Version wurde letztendlich im Film verwendet.

#### Spezialeffekte

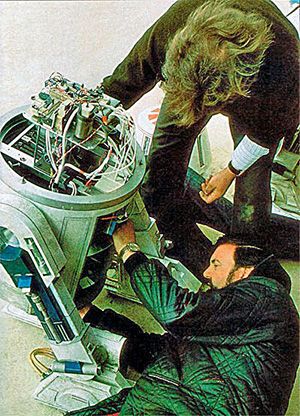
Filmtechniker John Stears (liegend) bei der Arbeit an einem ferngesteuerten R2-D2-Requisit

Da 20th Century Fox kein eigenes Studio für visuelle Effekte hatte, gründete Lucas zu diesem Zweck im Mai 1975 eine eigene Firma namens Industrial Light & Magic (ILM). Für das Projekt konnte Lucas zahlreiche junge Filmtechniker gewinnen, darunter John Dykstra, Richard Edlund, Grant McCune und Robert Blalack, aber auch erfahrene Spezialisten wie etwa John Stears, der knapp zehn Jahre zuvor für die Spezialeffekte des Bond-Films Feuerball mit einem Oscar ausgezeichnet wurde. Das Studio, unter der Leitung von John Dykstra, entwickelte zahlreiche neuartige Technologien, wie die Motion-Control-Fotografie und das Dykstraflex-System. Diese arbeiteten vor allem mit Modellen und Miniaturen und erzeugten durch sehr langsam vorbeifahrende Kameras die Illusion von großen Entfernungen. ILM revolutionierte das Motion-Control-Verfahren. Für die zahlreichen Spezialeffekte wurden überwiegend Blue Screens eingesetzt. Zudem kamen erste CGI-Effekte zum Einsatz, die zu der damaligen Zeit in der Filmproduktion eine gänzlich neuartige Technik darstellten, die nur von wenigen verwendet wurde. Für Krieg der Sterne wurde eine knapp 40 Sekunden lange computererzeugte Animation des Todessterns erstellt. Dafür wurde mittels eines Grafiktabletts ein Drahtgittermodell des Todessterns in einen PDP-11/45-Minicomputer eingegeben und dann einzelbildweise mit einer 35-mm-Kamera vom Bildschirm abfotografiert.
ILM hatte Schwierigkeiten, die teils nie dagewesenen Spezialeffekte rechtzeitig zu realisieren. Das kleine Unternehmen hatte knapp die Hälfte des Budgets für lediglich vier Szenen ausgegeben. Zudem erfuhr Lucas von vermeintlicher Disziplinlosigkeit einiger Mitarbeiter und sah sich mehrfach gezwungen, in die Handlungsabläufe einzugreifen, damit der straffe Zeitplan erfüllt werden konnte. Das Effektstudio musste die Arbeit, die für ein Jahr geplant war, innerhalb von sechs Monaten erledigen. Nur so konnten die dutzenden noch unvollständigen Aufnahmen rechtzeitig fertiggestellt werden. Für die Weltraumszenen, in denen Kampfjäger sich Gefechte lieferten, nutzte Lucas Aufnahmen von Luftkämpfen alter Kriegsfilme, um das angestrebte Tempo der Szenen zu verdeutlichen. Dazu zählten Ausschnitte aus Mai 1943 – Die Zerstörung der Talsperren (1955) und Kampfgeschwader 633 (1964), die insbesondere zur Illustration des Rebellenangriffs auf den Todesstern genutzt wurden. Kameramann Gilbert Taylor drehte die Spezialeffektszenen aus Mai 1943 knapp 20 Jahre vor seiner Arbeit an Krieg der Sterne selbst.
Zur Realisierung der Titelsequenz zu Beginn des Films engagierte Lucas den Designer Dan Perri, der zuvor etwa die Titelsequenzen von Der Exorzist und Taxi Driver entwickelt hatte. Lucas lud Perri in die Studios von ILM in Van Nuys (Kalifornien) ein und gab ihm die Anweisung, sich an den Titelsequenzen von Flash Gordon und Buck Rogers zu orientieren, die Lucas einst zur Schaffung des Films inspiriert hatten. Perri entwickelte daraufhin ein Konzept für eine textliche Einführung der Zuschauer in den Handlungsrahmen des Films, wie es sie etwa im Film Union Pacific (1939) von Cecil B. DeMille gab, in dem der Abspann mittels verzerrter Perspektive durch eine Eisenbahnschiene vom unteren Bildrand zu einem entfernten Punkt am oberen Bildrand rollte und dort verschwand. Lucas stimmte der Idee zu, woraufhin Perri mehrere Skizzen und Prototypen entwarf, aus denen schließlich die im Film verwendete Titelsequenz entstand. Lucas entschied sich damit auch ganz bewusst gegen die zu der damaligen Zeit üblichen Einblendungen der wichtigsten beteiligten Personen zu Beginn des Films. Lediglich das Firmenlogo der zwei Produktionsfirmen sind eingangs zu sehen. Die Entscheidung brachte Lucas viel Kritik ein und endete Jahre später nach Klagen und Strafen mit seinem Rückzug aus der Directors und Writers Guild of America.
Trotz stetem Zeitdruck und zahlreicher Probleme schaffte es die Mannschaft, die visuellen Effekte rechtzeitig fertigzustellen und wurde in der Folge für ihre Arbeit mit zahlreichen Preisen ausgezeichnet.

#### Ton

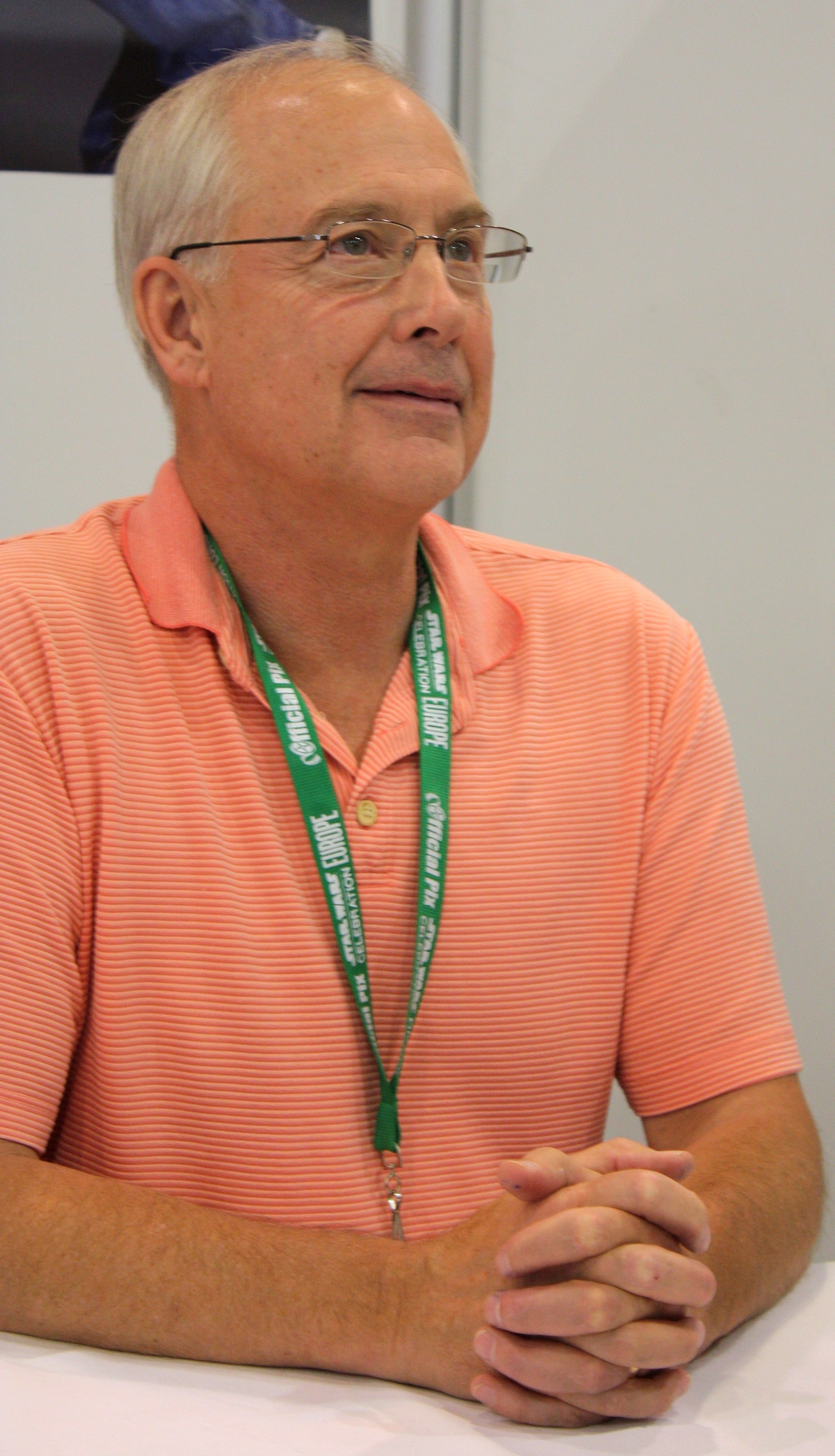
Tontechniker und Sound Designer Ben Burtt auf der Star Wars Celebration Europe II (2013) in Essen

Schon während der Produktion beschäftigte sich ein Team an Tontechnikern und Sound Designern unter der Leitung von Ben Burtt damit, eine Art Bibliothek mit Klängen zu erstellen, die für den finalen Film verwendet werden könnten. Diese wurde schließlich in der Postproduktion mit dem fertig abgedrehten Material kombiniert und der finale Klangteppich erstellt. Dabei hatten sie die schwierige Aufgabe, für die zahlreichen außerirdischen Klänge neue Töne zu entwickeln, die ebenso glaubwürdig waren.
Der Ton der Gewehre der Soldaten entstammte beispielsweise einer Aufnahme eines unter Spannung stehendem Stahlseils, das mit einem metallischen Gegenstand angeschlagen wurde. Der charakteristische Ton der Lichtschwerter war eine Kombination aus dem Brummen im Leerlauf befindlicher Interlock-Motoren alter Filmprojektoren und Interferenzen eines Fernsehers an einem schirmlosen Mikrofon, die Burtt eher zufällig entdeckte. Chewbaccas „Stimme“ stellte Burtt aus den Geräuschen verschiedener Tiere zusammen, darunter Hunde, Löwen, Tiger, Walrosse und Bären, die er kombinierte, um vermeintliche Sätze zu erhalten. Die Roboterstimme von R2-D2 stammt von den Stimmen Burtts und Lucas’, die Burtt durch einen Synthesizer filterte. Die Atmungsgeräusche des Antagonisten Darth Vader erzeugte Burtt durch das Atmen durch die Maske eines mit einem Mikrofon verbundenen Atemreglers, wie er beispielsweise von Tauchern verwendet wird.

#### Filmmusik

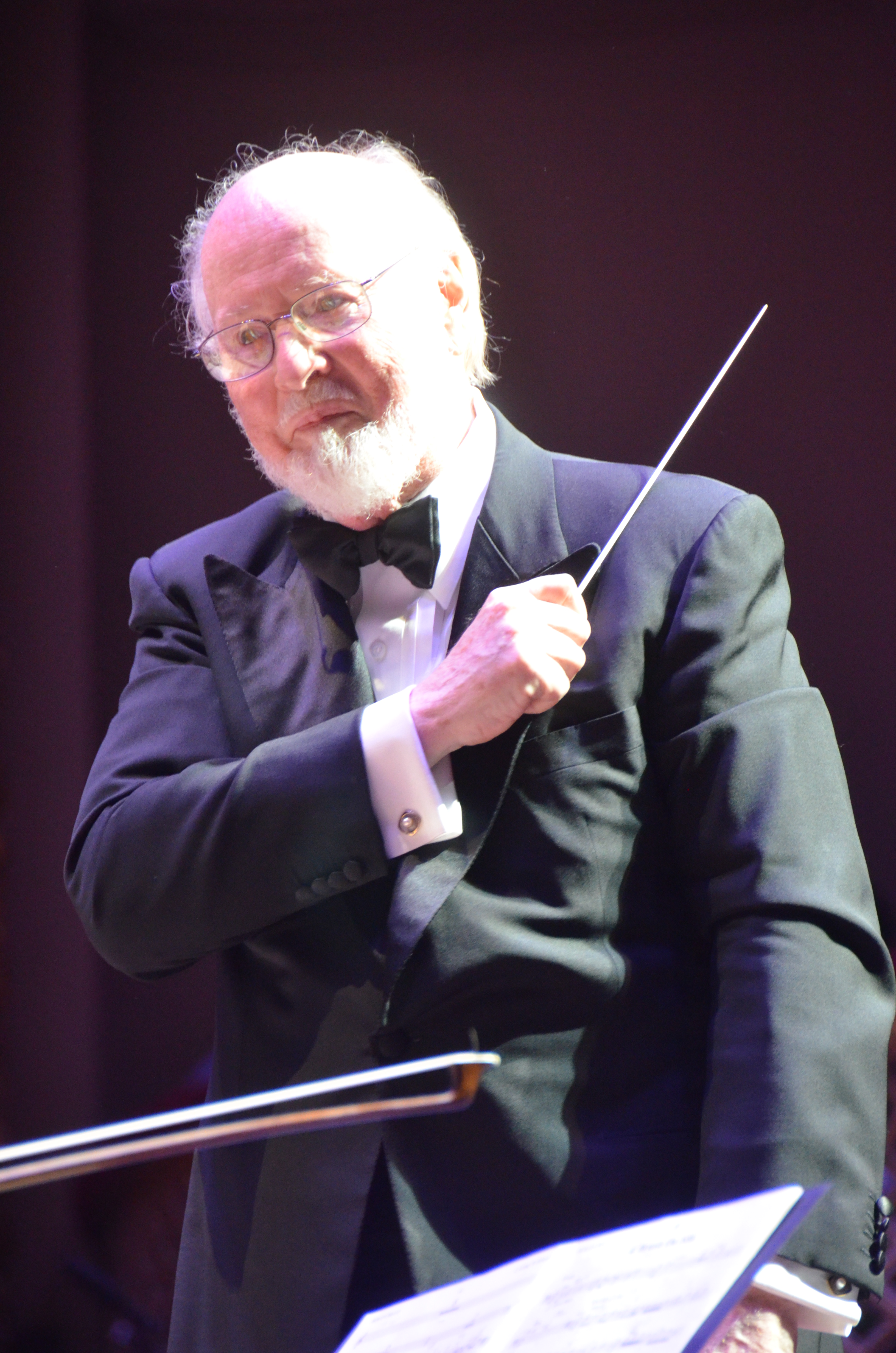
Komponist John Williams bei einem Konzert des Boston Pops Orchestra in der Symphony Hall in Boston, 2011

Für die Filmmusik entschied sich George Lucas ganz bewusst für klassische Orchestermusik, jedoch war zunächst nicht geplant, diese eigens für den Film zu komponieren. Stattdessen sammelte er klassische Werke, die ihm besonders gefielen und die er für den Film als passend einschätzte. Die Verwendung klassischer Musik anstelle von futuristischen Klängen sollte beim Zuschauer bekannte Emotionen wecken, die dem fernweltlichen Schauplatz des Films gegenüberstünden. Lucas’ langjähriger Freund Steven Spielberg empfahl ihm schließlich den Komponisten John Williams, der kurz zuvor für seine Arbeit an Spielbergs Der weiße Hai bereits mit seinem zweiten Oscar für die beste Filmmusik ausgezeichnet worden war. Williams überzeugte ihn von einem Originalsoundtrack, der dem Film mehr Individualität verleihen würde. Dennoch ließ sich Williams von Lucas’ zusammengestellten Werken inspirieren. Dazu zählte Musik des Films Kings Row (komponiert von Erich Wolfgang Korngold) und Igor Strawinskys Le sacre du printemps, aber auch Kompositionen Richard Wagners. Williams schuf für die Filmmusik zahlreiche Leitmotive, die einzelnen Figuren oder Orten einen individuellen Klang verliehen.
Williams arbeitete fast ein Jahr lang an der Entstehung der Filmmusik. Die insgesamt knapp 90-minütige Komposition wurde im März 1977 innerhalb von wenigen Tagen vom London Symphony Orchestra eingespielt. Der Soundtrack wurde 1977 von 20th Century Records veröffentlicht.
Für die Filmmusik für Krieg der Sterne wurde Williams 1978 mit seinem dritten Oscar für die beste Filmmusik ausgezeichnet.

### Filmverwertung

#### Vermarktung

Das von Dan Perri 1976 entworfene Logo des Films in deutscher Übersetzung

Dan Perri, der bereits die Titelsequenz des Films entwarf, erdachte ein Logo, das für die Vermarktung verwendet und während der Titelsequenz des Films gezeigt werden sollte. Dieses bestand ausschließlich aus Großbuchstaben, die mit Sternen gefüllt und in Richtung eines Fluchtpunkts geneigt waren, ähnlich der Perspektive der durch das Bild gleitenden Worte der Titelsequenz.

Das von Suzy Rice entworfene und 1977 von Joe Johnston leicht überarbeitete, bis heute verwendete Logo von Star Wars

Lucas und Kurtz lehnten das Logo jedoch aufgrund schlechter Lesbarkeit ab und beauftragten stattdessen die Grafikdesignerin Suzy Rice mit der Entwicklung eines neuen Logos. Das von ihr erdachte Logo, mit kleinen Änderungen durch Joe Johnston, wurde schließlich im fertigen Film verwendet. Es dient seither in unveränderter Form als offizielles Logo aller Star-Wars-Produkte. Trotzdem wurde das ursprünglich von Perri entworfene Logo auf zahlreichen Printveröffentlichung, etwa in Zeitungen, Broschüren, Werbeanzeigen und auf Filmplakaten gezeigt. Lucas’ Angebot, Perri über das vereinbarte Honorar hinaus an den Lizenzeinnahmen des Films zu beteiligen, lehnte er ab. Später bereute er diese Entscheidung.
Ein erstes offizielles Werbeplakat gab 20th Century Fox für die US-Veröffentlichung bei der Werbeagentur Smolen, Smith und Connolly in Auftrag. Dieses als „Style A“ bekannte Poster entwarf Tom Jung. Es zeigt Luke Skywalker, der in heroischer Pose ein Lichtschwert mit den Händen gen Himmel streckt. Neben ihm kniet Prinzessin Leia mit einem Blaster in der Hand, hinter ihnen sind R2-D2 und C-3PO zu sehen. Die beiden Droiden wurden jedoch erst zu einem späteren Zeitpunkt, allerdings noch vor der Veröffentlichung des Plakats, hinzugefügt. Da das Studio die beiden Droiden auf dem Plakat haben wollte, fügte sie der Comiczeichner Nick Cardy ein, da Jung zu diesem Zeitpunkt nicht zur Verfügung stand. Im mit Sternen besetzten Hintergrund ist die übergroße Maske Darth Vaders sowie zahlreiche X-Flügler, die in Formation auf den Todesstern zufliegen, zu erkennen. Überschrieben ist das Plakat mit dem Schriftzug „Es war einmal in einer weit, weit entfernten Galaxis …“ („A long time ago in a galaxy far, far away…“), der auch zu Beginn des Films zu lesen ist. Auf diesem Plakat ist darüber hinaus das von Dan Perri entworfene Logo zu erkennen. Auch wenn es das offizielle Kinoplakat des Films darstellt, ist es wahrscheinlich, dass das Plakat durch die späte Veröffentlichung zum ursprünglichen US-Start im Mai 1977 nicht zur Verfügung stand und somit erst später Verwendung fand.
Dieses Filmplakat erschien einigen Leitern von 20th Century Fox jedoch als zu düster, woraufhin sie ein weiteres beauftragten. Dieses „Style B“ Poster wurde von den Brüdern Greg und Tim Hildebrandt angefertigt, die zuvor an Illustrationen für Der Herr der Ringe gearbeitet hatten. Dieses besonders für den britischen Markt gedachte Plakat ähnelte Jungs Plakat und wurde im Grunde lediglich leicht verändert. Das Logo war nun deutlich präsenter in hellem Blau auf der linken Seite zu sehen, während der Rest nahezu unverändert blieb.
Da jedoch sowohl Jung als auch die Hildebrandt-Brüder ohne Fotografien der echten Schauspieler arbeiteten und sich das leitende Studio später dafür entschied, den Film mit weniger stilisierten Plakaten und mit den echten Gesichtern der Schauspieler zu bewerben, wurde ein drittes Poster in Auftrag gegeben. Gary Kurtz beauftragte den Illustrator Tom Chantrell mit der Anfertigung eines dritten, als „Style C“ bekannten Plakats. Dieser entwarf das Plakat anhand von Standbildern des Films und Werbeaufnahmen der Darsteller. Es beinhaltete eine Zusammenstellung der wichtigsten Figuren, die in verschiedenen Posen zum Betrachter schauen. Im Sternenhimmel hinter ihnen ist der Todesstern zu sehen. Als Unterschrift ist „Möge die Macht mit dir sein.“ („May the force be with you.“) zu lesen. Auch dieses Plakat zeigte das Perri-Logo, diesmal in weißen Buchstaben am rechten Bildrand. In Großbritannien ersetzte diese Version nach etwa zwei Monaten Kinolaufzeit das zuvor verwendete Style-B-Plakat.
Zur Vermarktung des Films stellte Lucas den Marketingexperten Charles Lippincott als Marketingchef ein. Doch 20th Century Fox unterstützte über die Lizenzierung von T-Shirts und Filmplakaten kaum weitere Maßnahmen. Lippincott versuchte folglich auf eigene Faust, den Film vor allem bei Fans des Science-Fiction-Genres zu bewerben. Zusammen mit Marvel Comics wurde eine Comic-Adaption entwickelt, während in Zusammenarbeit mit dem Del-Rey-Verlag eine Romanadaption erarbeitet wurde. Darüber hinaus bewarb er den Film auf der San Diego Comic-Con und ähnlichen Veranstaltungen.

#### Uraufführung und Kinolaufzeit in den USA
Aus Sorge, der Film könnte im Wettbewerb mit anderen Filmen untergehen, die ebenfalls im Sommer in den US-Kinos starten sollten, zog 20th Century Fox die Veröffentlichung mehrere Wochen nach vorn. Angepeilt wurde nun der 25. Mai 1977. Die Resonanz der Kinos auf den neuen Film war jedoch sehr verhalten. Nachdem lediglich 40 Kinos den Film in ihr Programm hatten aufnehmen wollen, verlangte 20th Century Fox von allen Kinos, dass sie Krieg der Sterne zeigen müssten, wenn sie den nach damaligem Stand deutlich vielversprechenderen Film Jenseits von Mitternacht zeigen wollten.
20th Century Fox hatte ebenfalls Zweifel, ob Krieg der Sterne ein Erfolg werden würde. Jenseits von Mitternacht galt als ihr eigentlicher Favorit, der im Sommergeschäft groß einschlagen sollte, während Krieg der Sterne als B-Movie galt. Fox forderte zum Start das berühmte Mann’s Chinese Theatre in Hollywood an, versicherte dem Kino jedoch, dass Krieg der Sterne maximal zwei Wochen zu zeigen wäre. Lucas plante unterdessen einen Hawaii-Urlaub mit seiner Frau Marcia, um den von ihm befürchteten schlechten Ergebnissen und Reaktionen des Films zu entfliehen.
Die Uraufführung von Krieg der Sterne fand am Mittwoch, dem 25. Mai 1977 statt. Knapp 40 Kinos zeigten den Film in den ersten drei Tagen. Die Reaktionen waren überwältigend, der Film brach auf Anhieb Rekorde und entwickelte sich zu einem der ersten Blockbuster der modernen Kinogeschichte, was 20th Century Fox dazu veranlasste, die Veröffentlichung auszuweiten. George Lucas, im Glauben, sein Film würde kein großer Erfolg werden, hatte zuvor noch mit seinem Freund Steven Spielberg gewettet, dass dessen Film Unheimliche Begegnung der dritten Art die Zahlen von Krieg der Sterne an den Kinokassen überbieten werde. Spielberg wettete dagegen und schlug Lucas vor, dem jeweils anderen 2,5 % der Gewinne des eigenen Films zu überlassen. Lucas stimmte zu – Spielberg ist bis heute zu diesem Prozentsatz an den Gewinnen von Krieg der Sterne beteiligt.
Die Premiere des Films verbrachte der Star-Wars-Schöpfer mit seiner Frau in einem Tonstudio in Los Angeles. Als sie dieses verließen, stießen sie auf eine lange Schlange, die zum Mann’s Chinese Theatre führte, um Krieg der Sterne zu sehen. Dennoch blieb er skeptisch, was den Erfolg anbelangte. Erst als er im Hawaii-Urlaub die Abendnachrichten des Senders CBS einschaltete, in denen über die riesigen Menschenmassen berichtet wurde, die sich den neuen Film angesehen hätten, realisierte Lucas, welch großen Erfolg er mit seinem Film erzielt zu haben schien. Die beteiligten Personen am Film, selbst Mitarbeiter der Technik-Crew, wurden schlagartig berühmt.

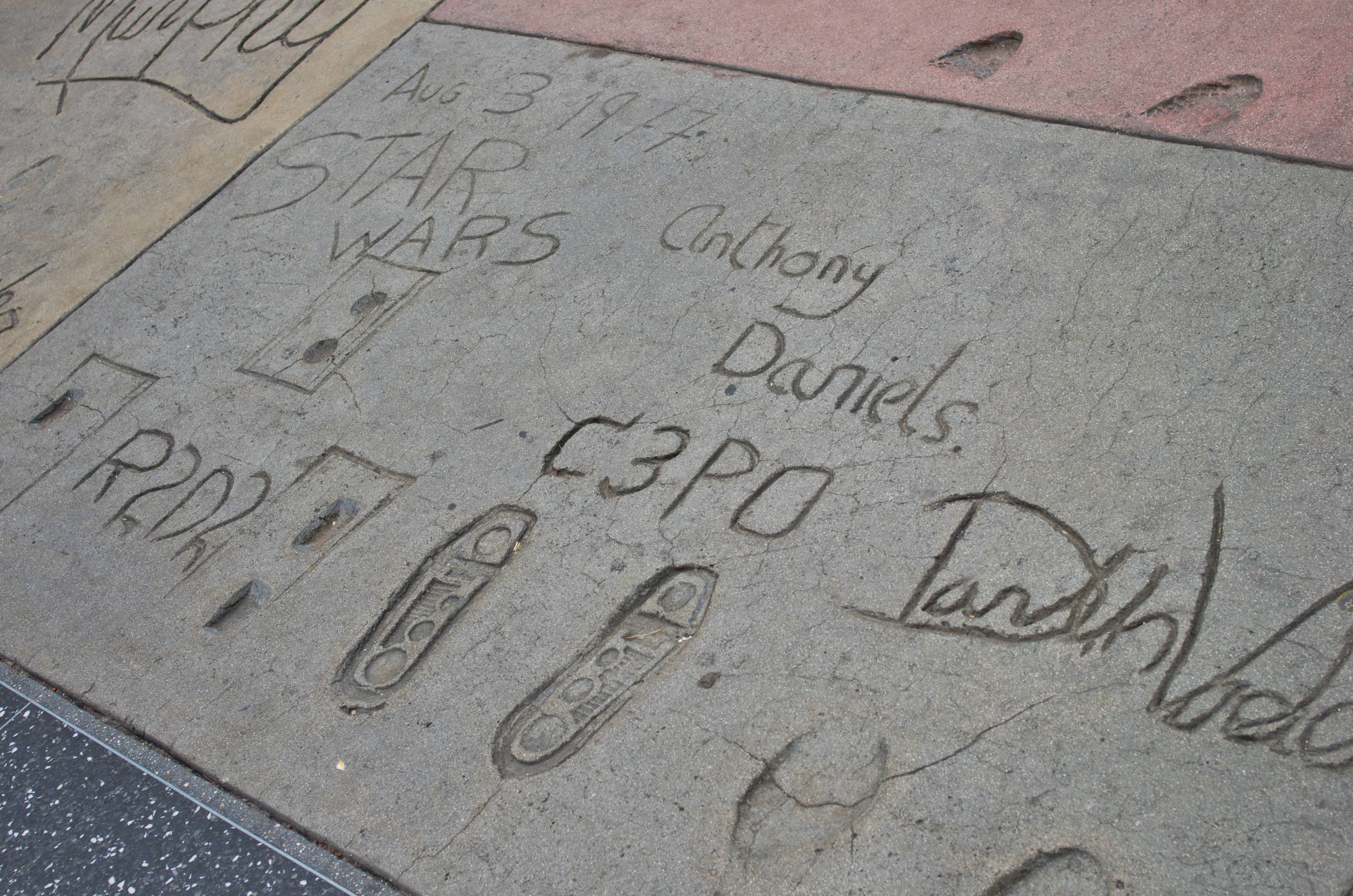
Fußabdrücke der Figuren R2-D2, C-3PO und Darth Vader im Vorplatz des Mann’s Chinese Theatre in Hollywood (USA)

Nach den zuvor vereinbarten zwei Wochen wurde Krieg der Sterne im Mann’s Chinese Theatre durch William Friedkins Atemlos vor Angst ersetzt und der Film lediglich in einem kleineren Saal gezeigt. Nachdem Atemlos vor Angst allerdings enttäuscht hatte, erhielt Krieg der Sterne eine bis dato beispiellose zweite Neueröffnung. Zu dieser erneuten Spielzeit am 3. August 1977, bei der die Figuren C-3PO, R2-D2 und Darth Vader feierlich ihre Fußabdrücke im Betonboden des Vorplatzes des Kinos verewigten, erschienen tausende Leute. Zu diesem Zeitpunkt lief Krieg der Sterne in über 1.000 Kinos in den USA. Knapp 60 davon zeigten den Film über ein Jahr lang ununterbrochen.
Der Film wurde im Laufe der Jahre mehrfach im Kino wiederveröffentlicht, so etwa in den Jahren 1978, 1979, 1981 und 1982. Im Jahr 1997, 20 Jahre nach der Uraufführung, erfolgte gemeinsam mit den Nachfolgern Das Imperium schlägt zurück und Die Rückkehr der Jedi-Ritter eine Veröffentlichung der Special Edition im Kino. Diese Version nutzte neueste CGI-Effekte, die Industrial Light & Magic zuvor bereits für Steven Spielbergs Jurassic Park eingesetzt hatte. ILM bereitete den Film digital auf und ersetzte vor allem Modell-basierte Spezialeffekte des Originalfilms durch moderne Computereffekte.

#### Internationaler Kinostart
In Großbritannien startete der Film am 27. Dezember 1977. Durch die aus Amerika überlieferten Nachrichten der großen Popularität des Films bildeten sich lange Schlangen vor den Kinokassen zweier Londoner Kinos, die den Film als erstes zeigten. Ab Januar 1978 wurde der Film in zwölf größeren Städten gezeigt. In Westdeutschland und den deutschsprachigen Nachbarländern startete der Film mit einigen Monaten Verzögerung ab dem 10. Februar 1978 in deutscher Synchronfassung mit dem Titel Krieg der Sterne in den Kinos. Auch hier erfreute er sich großer Beliebtheit und brach schnell die Rekorde an den Kinokassen. Ursprünglich war ein Kinostart kurz nach US-Start geplant, doch der unerwartete Erfolg sorgte dafür, dass dem Verleih 20th Century Fox die Kopien ausgingen, weshalb der deutsche Start in den Februar des Folgejahres verschoben wurde. In West-Berlin wurde der Film im Royal Palast gezeigt. Auch in Japan war der Film ein voller Erfolg, auch wenn Ladd Jr. zunächst Bedenken hatte, da das Publikum während und nach der Premiere keinerlei Reaktionen und Emotionen gezeigt hatte. Stille nach einer Vorführung sei jedoch in Japan eine Form der Anerkennung, versicherten ihm seine Kontakte in Japan, was sich durch die Ergebnisse an den Kinokassen bestätigte.
In der Sowjetunion wurde der Film 1990 erstmals synchronisiert und aufgeführt. In der DDR war eine Aufführung ebenfalls bis zur Deutschen Wiedervereinigung 1990 verboten, weshalb der Film nie offiziell im DDR-Kino oder -Fernsehen gezeigt wurde. Auch in der Volksrepublik China war zum Zeitpunkt der Veröffentlichung des Films die Vorführung westlicher Filme verboten. Aus diesem Grund erfolgte die erstmalige Kinoveröffentlichung erst fast 40 Jahre nach der ursprünglichen Premiere in den USA. Krieg der Sterne, zusammen mit den zwei Nachfolgern der klassischen Trilogie, Das Imperium schlägt zurück und die Rückkehr der Jedi-Ritter, wurde im Juni 2015 in den Kinos gezeigt, Krieg der Sterne zudem im Rahmen eines internationalen Filmfestivals in Shanghai. Der Film wurde gemischt bis positiv aufgenommen.

#### Heimveröffentlichung
Eine erste Veröffentlichung für den privaten Gebrauch erfolgte in den Vereinigten Staaten, Frankreich, Deutschland, Italien und Japan auf Super 8, wobei lediglich stark gekürzte Versionen oder einzelne Szenen veröffentlicht wurden. Internationale Veröffentlichungen der Kinofassung erfolgten in der Folge in den 1980er und 1990er Jahren auf Betamax, CED, Laserdisc, Video 2000 sowie VHS und wurden von CBS/Fox vertrieben.
Die letztmalige Veröffentlichung der originalen Kinoversion erfolgte 1995 im VHS-Format. Alle nachfolgend veröffentlichten Versionen weisen im Vergleich zur Kinofassung Unterschiede auf. Ausführliche Informationen zu diesen Versionen sind im Abschnitt „Wiederveröffentlichung und nachträgliche Änderungen“ aufgeführt.

## Rezeption

### Kritiken

#### Zeitgenössische Filmkritik
Hans-Christoph Blumenberg nahm den Film 1978 in der Wochenzeitung Die Zeit äußerst kritisch auf und beschrieb ihn als „ziemlich öde und langweilig“. Statt eines Weltraum-Märchens sah er ein „eiskaltes Spekulationsobjekt, das sich von den schönen Traditionen Hollywoods, die George Lucas hier bedenkenlos plündert, so weit entfernt hat wie der Rebellen-Kreuzer ‚Millennium Falcon‘ von unserer Milchstraße“. Darsteller Alec Guinness wirke „wie ein rührendes Relikt aus freundlicheren Zeiten“. Der Spiegel meinte ebenfalls 1978, dass der Film wie ein Märchen wirke, „in dem Gut und Böse fein säuberlich getrennt sind und die zu erlösende Prinzessin […] so sexy wie Dornröschen ist“. Das Science-Fiction-Genre schrumpfe in Krieg der Sterne „endgültig auf die Größe kindlicher ‚Gadget‘-Phantasie, das Weltall wird zum Disney-Land, zum Abenteuerspielplatz der Plastik-Society“. Jedoch hielt man George Lucas zugute, dass er es verstanden habe, „mit seinem harmlosen Spektakel so etwas wie einen Gesamtkatalog gängiger Film-Genres zu vereinen“. Derek Malcolm hielt den Film im britischen The Guardian entgegen der Meinung anderer Kritiker weder für den besten Film des Jahres, noch für den besten Science-Fiction-Film, der je im Kino gezeigt wurde. Allerdings sei der Film ein „immenses und erheiterndes Vergnügen für all jene, die bereits sind, sich in ihren Sitzen davon berieseln zu lassen“.
Im Gegensatz zu vielen Medien außerhalb der USA wurde der Film dort deutlich positiver aufgenommen. Vincent Canby etwa schrieb in seiner Kritik für die New York Times, Krieg der Sterne sei der „durchdachteste, teuerste und schönste Film aller Zeiten“. Das US-Magazin Time beschrieb den Film in seiner Kritik als „eindrucksvollen und prächtigen Film, der womöglich der Riesenerfolg des Jahres 1977“ sei. Der Film sei eine „bemerkenswerte Mischung aus unterschwelliger Filmgeschichte, eingepackt in einer fesselnden Erzählung aus Spannung und Abenteuer, verziert mit einigen der erfindungsreichsten Spezialeffekte, die je für einen Film erdacht wurden“. Das Magazin wählte den Film zugleich als Film des Jahres 1977. Auch Charles Champlin war in der Los Angeles Times begeistert und beschrieb den Film als den „abgefahrensten Familienfilm des Jahres, ein mitreißendes und technisch beeindruckendes Weltraumabenteuer“. Laut Cinefantastique verstand George Lucas es, „ein unterhaltsames Paket zusammenzustellen, aber er hat nicht unbedingt viel Wert auf andere Dinge gelegt“. So bezeichnete man die Dialoge als „spaßig, aber manchmal ausgesprochen hölzern“. Peter Cushing und Alec Guinness sorgten für die „einzigen wirklich starken Charakterszenen“. Der Schnitt der Actionszenen wurde dagegen als „belebend“ gelobt. Roger Ebert vergab die Höchstwertung, weil das „magische Filmerlebnis“ ihn dank seiner „unaufdringlich-raffinierten Erzählweise“ für einen Augenblick den Kinosaal um sich herum vergessen ließ.

#### Spätere Bewertungen
Wurde der Film zunächst von der Fachpresse eher verhalten positiv bewertet, so gilt er heute als allseits gelobter Klassiker und Meilenstein der Filmgeschichte. Dies spiegelt sich auch in den Auswertungen US-amerikanischer Aggregatoren wider. So erfasst Rotten Tomatoes fast ausschließlich wohlwollende Besprechungen und ordnet den Film dementsprechend als „Zertifiziert Frisch“ ein. Metacritic ermittelt aus den vorliegenden Bewertungen „Allgemeines Kritikerlob“. Und They Shoot Pictures, Don’t They? zählt den Film zu den 200 angesehensten Werken der Filmgeschichte.
Der Filmdienst lobte George Lucas, er verbinde „populäre Erzählmuster der Trivialkultur und des Comic Strips mit revolutionärer Trickfilmtechnik“. Damit gelang ihm ein „beispielloser Kinoerfolg, der eine Renaissance der ‚Weltraumoper‘ einleitete“. Cinema resümierte schlicht, dass Krieg der Sterne der „Urknall“ einer „sagenhaften Erfolgsgeschichte“ sei. Der Hollywood Reporter bewertete den Film als eines der wichtigsten Kunstwerke der Filmgeschichte.
Die Jury der Deutsche Film- und Medienbewertung kam zum Urteil, die erzählte Geschichte erscheine „in geradezu liebenswerter Weise ‚altmodisch‘. Es geht nicht um einen von der Computertechnik gesteuerten und beherrschten Kampf. Letztendlich ist es immer der Mensch, der im Mittelpunkt steht und entscheidet. Gut und Böse ringen miteinander und so zeigt Star Wars auch einen Kampf um moralische ‚Werte‘.“

### Finanzieller Erfolg
Den Produktionskosten von etwa 11 Millionen US-Dollar standen nach der ersten Veröffentlichung Einnahmen von etwa 640 Mio. US-Dollar gegenüber. Mit diesem Einspielergebnis löste Krieg der Sterne Steven Spielbergs Der weiße Hai als finanziell erfolgreichsten Film weltweit ab. Diesen Platz konnte er sechs Jahre halten, bis mit E.T. – Der Außerirdische erneut ein Film Spielbergs ihn 1983 ablöste. Durch zwei Wiederveröffentlichungen 1982 und 1997 stieg das Gesamteinspielergebnis auf 892 Mio. US-Dollar an. Der Film ist auf Platz 117 (Stand: 19. April 2025) der weltweit erfolgreichsten Filme.
Dem großen finanziellen Erfolg war dabei ein eher schwacher US-Start vorausgegangen. Krieg der Sterne war am ersten Startwochenende nicht einmal der meistgesehene Film des Landes, auch wenn die erste Woche insgesamt erste Rekorde brach. Auch wenn der Film anfangs in nur knapp 40 Kinos landesweit gezeigt wurde, erzielte der Film allein in der Startwoche Einnahmen von knapp 11,5 Millionen US-Dollar. Die große Popularität sorgte dafür, dass der Film in immer mehr Kinos aufgenommen und insgesamt über ein Jahr ununterbrochen in den USA gezeigt wurde. Im Dezember 1977 überholte der Film den bisherigen Rekordhalter Der weiße Hai. Spielberg gratulierte Lucas dazu mit einer ganzseitigen Anzeige im Magazin Variety und startete damit eine bis heute anhaltende Tradition. Durch den großen Erfolg des Films veranlasste 20th Century Fox in den Jahren 1978, 1979, 1981 und 1982 Wiederaufführungen. Nach der Fertigstellung der sogenannten Special Edition erfolgte im Jahr 1997 eine erneute Neuaufführung.
In Deutschland erreichte der Film nach nur 57 Tagen die Goldene Leinwand für drei Millionen Besucher. Auch in Deutschland erfolgten zahlreiche Wiederveröffentlichungen, wodurch die Besucherzahl auf insgesamt über acht Millionen stieg.
Für das leitende Studio 20th Century Fox war der Film ein voller Erfolg und in mancher Hinsicht eine Art Wiederbelebung des Unternehmens. Innerhalb der ersten drei Wochen nach der Veröffentlichung des Films verdoppelte sich der Aktienkurs des Studios auf ein Rekordhoch. Der größte Jahresgewinn, der bis dato erzielt werden konnte, lag bei 37 Millionen US-Dollar. Dieses Rekordergebnis knackte das Studio 1977 mit einem Gewinn von 79 Millionen US-Dollar.
Auch für George Lucas selbst war Krieg der Sterne ein riesiger Erfolg. Der Film machte ihn schlagartig weltberühmt. Sein zuvor mit 20th Century Fox ausgehandelter Vertrag entpuppte sich als wahre Goldschmiede, denn niemand hatte es damals für möglich gehalten, dass sich mit lizenzierten Fanprodukten und Fortsetzungen, noch dazu im Science-Fiction-Genre, so viel Geld verdienen ließe – Krieg der Sterne und das auf dem Erfolg aufbauende Star-Wars-Universum machten Lucas zum Multimilliardär und einem der mächtigsten Männer in der Geschichte des Filmgeschäfts.

### Auszeichnungen
| Auszeichnung                      | Kategorie |
| --------------------------------- | --- |
| Academy Awards (1978)             | Bester Schnitt, Bester Ton, Beste visuelle Effekte, Beste Filmmusik, Bestes Szenenbild, Bestes Kostümdesign, Special Achievement Award |
| British Academy Film Award (1979) | Beste Filmmusik, Bester Ton |
| Golden Globe Award (1978)         | Beste Filmmusik |
| Saturn Award (1978)               | Bester Science-Fiction-Film, Beste Regie, Künstlerische Regie, Bestes Drehbuch, Bester Schnitt, Bester Ton, Beste Spezialeffekte, Beste Musik, Beste Ausstattung, Bestes Kostüm, Bestes Make-up, Bester Nebendarsteller, Sonderpreis für herausragende Kameraarbeit |
| Grammy Awards (1978)              | Beste Instrumentaldarbietung, Beste Instrumentalkomposition, Beste Originalmusik |

Krieg der Sterne erhielt zahlreiche Auszeichnungen, darunter sechs Oscars (sowie zwei Sonderoscars), drei Grammys, zwei British Academy Film Awards, einen Golden Globe sowie 13 Saturn Awards, und war für viele weitere Preise nominiert. Überzeugen konnte der Film vor allem in technischen Kategorien, mit der von John Williams komponierten Filmmusik und der Darstellung der Figur Obi-Wan „Ben“ Kenobi von Alex Guinness, war aber auch mehrfach für Preise für den besten Film, der besten Regie und des besten Originaldrehbuchs nominiert.
Bei der Oscarverleihung von 1978 zählte Krieg der Sterne zu den größten Gewinnern. Der Film konnte gerade in den technischen Kategorien überzeugen, gewann sechs Preise und war für vier weitere nominiert. Damit erhielt der Film die meisten Preise des Abends, musste sich allerdings in den wichtigen Kategorien Bester Film, Beste Regie und Bestes Originaldrehbuch (jeweils für George Lucas) Woody Allens Der Stadtneurotiker geschlagen geben. Der Preis für den besten Nebendarsteller, für den Alec Guinness nominiert wurde, ging an Jason Robards (Julia). Darüber hinaus wurden Ben Burtt und John Dykstra jeweils ein Sonderoscar verliehen. Burtt erhielt den Special Achievement Award für die besten Toneffekte, Dykstra, der bereits den Oscar für die besten visuellen Effekte erhalten hatte, einen Oscar für Wissenschaft und Entwicklung für die Entwicklung der Dykstraflex-Kamera.
Der Film war 1978 in den wichtigen Kategorien Bester Film – Drama und Beste Regie sowie Bester Nebendarsteller für einen Golden Globe nominiert, konnte jedoch lediglich den Preis für die beste Filmmusik gewinnen. Diese überzeugte auch bei der Verleihung des Musikpreises Grammy im selben Jahr, gewann insgesamt drei Preise und war sogar für das Album des Jahres nominiert, was zuvor lediglich vier Filmmusiken gelang. Der Preis gilt als die höchste internationale Auszeichnung für Künstler im Musikgeschäft. Im Jahr 2007 wurde die Filmmusik in die Grammy Hall Of Fame aufgenommen. Auch bei den British Academy Film Awards überzeugte die von John Williams komponierte Filmmusik. Darüber hinaus gewann der Film für den besten Ton und war für vier weitere BAFTA Awards nominiert, darunter für den besten Film. Bei den Saturn Awards gewann Krieg der Sterne 13 Auszeichnungen, unter anderem für den besten Film, die beste Regie, das beste Drehbuch und die beste Filmmusik, und war für vier weitere nominiert. Damit ist der Film der erfolgreichste, der je im Rahmen der Saturn Awards prämiert wurde.
Auf mehreren Listen, die das American Film Institute herausbrachte, findet sich der Film auf vorderen Plätzen wieder. So belegte er auf der Liste der 100 besten amerikanischen Filme aller Zeiten 1998 den 15. und 2007 den 13. Platz. Im Genre Science-Fiction landete er 2008 bei den 10 bedeutendsten Filmen in 10 klassischen Genre hinter 2001: Odyssee im Weltraum auf dem zweiten Platz. Die von John Williams komponierte Filmmusik wurde 2005 als beste Filmmusik Amerikas ausgezeichnet. In der Liste der 100 besten Filmzitate aus US-Filmen aller Zeiten (2005) erreichte der von Alec Guinness geprägte Ausdruck „May the Force be with you.“ („Möge die Macht mit dir sein!“) den achten Platz, während Darth Vader 2003 auf Platz drei der 50 größten Schurken des amerikanischen Films gewählt wurde.
Zu weiteren Preisen, die Krieg der Sterne gewinnen konnte, zählen unter anderen zwei LAFCA-Awards (Bester Film, Beste Musik), ein People’s Choice Award (Bester Spielfilm), ein Hugo Award und die Goldene Leinwand für drei Millionen Kinobesucher innerhalb von 18 Monaten. Die Writers Guild of America, ein Zusammenschluss zweier Gewerkschaften der Autoren in der Film- und Fernsehindustrie der Vereinigten Staaten, wählte das Drehbuch von George Lucas in einer Auflistung der 100 besten Drehbücher aller Zeiten auf Platz 68. Die US-amerikanische Nationalbibliothek Library of Congress nahm den Film 1989 als einen der ersten in das National Film Registry auf, das als besonders erhaltenswert angesehene US-amerikanische Filme enthält. Die Filmmusik wurde 2004 in das National Recording Registry eingeführt.

## Nachwirkung

### Einfluss auf das internationale Kino und die moderne Popkultur
Trotz der Skepsis, die George Lucas vor der Veröffentlichung von Krieg der Sterne von nahezu jeder Seite entgegengebracht wurde, war der Film ein großer Erfolg. Er hatte tiefgreifenden Einfluss auf das internationale Kino. Star Wars trug maßgeblich dazu bei, dass 20th Century Fox sich zu einem der bedeutendsten Filmstudios der Vereinigten Staaten entwickelte. George Lucas war neben Steven Spielberg und Martin Scorsese ein Absolvent einer Filmhochschule und so mit jedem der Aspekte, die für die Produktion eines Films nötig sind, vertraut. Damit unterschied er sich von vielen Regisseuren der damaligen Zeit, die meist aus einem spezifischen Bereich der Filmentwicklung stammten und auf die Zusammenarbeit mit anderen Filmschaffenden angewiesen waren. Lucas konnte dagegen jeden Aspekt des Films unter seiner Führung vereinen und sorgte somit für eine andere visuelle Sprache, als es zu der Zeit üblich war. Darüber hinaus wurde die Star-Wars-Reihe über die Filmreihe hinaus eines der ersten Franchises der Filmgeschichte, zu dem neben den Filmen als Primärmedien zahlreiche Begleitmedien und Spielzeug zählten. Zudem öffnete die Schaffung eines eigenen Universums die Tür für zahlreiche Fortsetzungen und Auskopplungen, die durch die gemeinsame fiktive Welt beim Zuschauer besonderes Interesse weckte. Diese Art der Filmverwertung ist heute weit verbreitet und sehr erfolgreich.
Krieg der Sterne und die Original-Trilogie waren zudem Vorbild für viele Filmreihen, die unabhängig vom Erfolg der Filme von vornherein mit einer Vielzahl an Filmen konzipiert wurden. Wurden Fortsetzungen vor Krieg der Sterne oft erst nach dem Erscheinen des Vorgängers abgewägt und produziert, so half der Erfolg der Star-Wars-Trilogie vielen Filmreihen in der Entscheidung, auf mehrere Teile zu setzen. Dazu zählen etwa die Filmreihen Die Tribute von Panem, Der Herr der Ringe oder das Marvel Cinematic Universe.
Eine weitere Errungenschaft, die Krieg der Sterne, zusammen mit Der weiße Hai (1975) und Unheimliche Begegnung der dritten Art (1977, beide von Steven Spielberg), oft zugeschrieben wird, ist der Durchbruch des als Blockbuster-Kinos bekannten Begriffs, der Filme beschreibt, die über ein hohes Budget verfügen und vorrangig auf Action und teure visuelle Effekte setzen und durch das Ansprechen einer großen Zielgruppe finanziell sehr erfolgreich sind. Die von Lucas gegründete Firma Industrial Light & Magic entwickelte sich zu einer der führenden Adressen im Bereich der Spezialeffekte und war in den 30 Jahren nach der Veröffentlichung von Krieg der Sterne an über 200 Filmen beteiligt und wurde mit zahlreichen Preisen, darunter 15 Oscars (bei 38 Nominierungen), ausgezeichnet.
Krieg der Sterne war einer der ersten Filme, die für den Film Merchandising verkauften. Nachdem der Film überraschend ein großer Erfolg geworden war, stieg auch der Bedarf an Merchandising rasant. So kam es im Weihnachtsgeschäft 1977 in den USA mancher Orts zu Lieferengpässen, sodass leere Kartons mit einer Art Zusage auf ein fertiges Produkt verkauft wurden, da der Verkauf von Film-Merchandise zu der damaligen Zeit nicht üblich war und die Produktion der Spielsachen und anderen Produkte noch in der frühen Phase der Produktion standen. Das Potenzial solcher Verkäufe überraschte viele Studios und Hersteller.
Auch in der modernen Popkultur fanden viele Elemente des Films und der daraus entstandenen Filmreihe Einzug. So wurde aus Star Wars eines der ersten Fandoms, das sich international ausbreitete und heute für nahezu jede Art von Medium entsteht, vor allem im Internet ausgelebt und entwickelt wird und einen großen Anteil am Erfolg dieser Medien hat. Viele Figuren und Zitate (z. B. „Möge die Macht mit dir sein.“) des Films erfreuen sich bis heute großer Beliebtheit und sind beispielsweise Grundlage unzähliger Parodien (etwa Mel Brooks’ Spaceballs, (T)Raumschiff Surprise – Periode 1 oder Hardware Wars).

### Einordnung in Laufbahn der Hauptdarsteller
Für Harrison Ford war Krieg der Sterne ein Sprungbrett auf dem Weg zu einem der erfolgreichsten Schauspieler der Welt, nachdem er zuvor zumeist nur in Nebenrollen aktiv gewesen war. Nachdem Ford als Han Solo hatte überzeugen können, obwohl die eigentliche Hauptrolle an Mark Hamill gegangen war, gelangen ihm, neben den Nachfolgern von Krieg der Sterne, vor allem mit seinen Rollen als Indiana Jones (Jäger des verlorenen Schatzes, 1981) und Rick Deckard in Blade Runner (1982) zwei weitere vielbeachtete Schauspielauftritte, die ihn endgültig zu einem internationalen Star machten. Er verkörperte die Rolle des Han Solo auch in den drei Fortsetzungsfilmen Das Imperium schlägt zurück (1980), Die Rückkehr der Jedi-Ritter (1983) und Star Wars: Das Erwachen der Macht (2015), die ebenfalls zu großen Kinoerfolgen wurden. Ford drehte nach dem Ende der Star-Wars-Trilogie etwa einen Film pro Jahr und wurde zu einem der zuverlässigsten Kassenstars der 1980er und 1990er Jahre. Neben Han Solo zählt die Rolle des Indiana Jones wohl zu seinen bekanntesten Rollen, die er in insgesamt vier Fortsetzungen verkörperte (Der Tempel des Todes, Der letzte Kreuzzug, Indiana Jones und das Königreich des Kristallschädels und Indiana Jones und das Rad des Schicksals). Harrison Ford zählte nach seinem Durchbruch zu den bestbezahlten Schauspielern Hollywoods, seine Filme erzielten summiert ein Einspielergebnis von 8,9 Mrd. US-Dollar. Damit steht er in der Liste der Schauspieler, deren Filme das größte summierte Einspielergebnis erzielt haben an Position zwei (Stand: März 2019).
Carrie Fisher spielte im Gegensatz zu Harrison Ford neben den Krieg-der-Sterne-Fortsetzungen vermehrt in kleineren Produktionen mit. Trotz des Erfolges von Star Wars, der sie zu einem Star machte, blieben ihre Rollen eher klein und die Figur der Prinzessin Leia ihre bekannteste Rolle. Auch wenn sie weiterhin regelmäßig als Schauspielerin in Filmen und Serien auftrat, so konnte sie nur selten an den Erfolg aus Star Wars anknüpfen. Neben Filmen wie Blues Brothers, Hannah und ihre Schwestern, Harry und Sally oder Meine teuflischen Nachbarn machte sich Fisher auch als Autorin einen Namen. So erschien 1987 mit Postcards From the Edge (deutscher Titel: Grüße aus Hollywood) ihr erster Roman, der zwei Jahre später mit Meryl Streep, Shirley MacLaine und Dennis Quaid unter dem Buchtitel verfilmt wurde. Im Buch, das autobiografische Elemente enthält, beleuchtete Fisher auch ihre Drogenabhängigkeit. Aus ihrem Bühnenprogramm Wishful Drinking, das Ende 2006 mehrere Monate erfolgreich am Broadway lief, entstand 2008 ein weiteres Buch, das im Deutschen unter dem Titel Prinzessin Leia schlägt zurück veröffentlicht wurde. Daran beschrieb Fisher erneut ihre Drogenprobleme und ihre bipolare Störung. Darüber hinaus war Fisher viele Jahre lang für mehrere Hollywood-Filme als Script Doctor im Einsatz. Im Jahr 2015 kehrte sie, gemeinsam mit Harrison Ford und Mark Hamill, für die Sequel-Trilogie der Star-Wars-Saga in ihre Rolle als Leia Organa zurück. Kurz vor ihrem Tod veröffentlichte sie mit The Princess Diarist (deutscher Titel: Das Tagebuch der Prinzessin Leia) ein weiteres Buch, das sich zu großen Teilen um ihr Leben in den Entstehungsjahren der Original-Trilogie dreht. Ihre offene Art, über ihre Probleme und die Schattenseiten des Erfolgs zu reden, brachten ihr große Anerkennung ein.
Ebenso wie Carrie Fisher war es auch Mark Hamill lange Zeit verwehrt, abseits seiner Rolle als Luke Skywalker große Erfolge zu feiern. Neben seinen Auftritten in zahlreichen Star-Wars-Filmen und -Begleitmedien wirkte er unter anderem in John Carpenters Horrorstreifen Das Dorf der Verdammten mit. 1998 war er in dem schwedischen Actionfilm Commander Hamilton zu sehen. Zudem war er als Bühnendarsteller aktiv und spielte in mehreren Theateraufführungen am Broadway mit, darunter dem Drama Amadeus. Dies brachte ihm eine Nominierung für einen Drama Desk Award ein. Seine filmischen Beteiligungen als Schauspieler waren jedoch begrenzt und reichten meist nicht über kurze Nebenrollen hinaus, wie etwa in Kingsman: The Secret Service. Große Aufmerksamkeit erreichten jedoch seine Auftritte als Luke Skywalker in Das Erwachen der Macht und Die letzten Jedi. Obwohl er an den Erfolg seiner bekanntesten Rolle nicht mehr anschließen konnte, machte sich Hamill gerade als Synchronsprecher einen Namen. Seine Auftritte als Joker, einer der bekanntesten Gegenspieler Batmans, in zahlreichen DC-Serien und -Videospielen wurden kritisch sehr positiv aufgenommen und brachten ihm mehrere Preise ein.

### Begründung desStar-Wars-Universums
Krieg der Sterne startete ein komplett neues Franchise mit vielen unterschiedlichen Geschichten, das Star-Wars-Universum. Direkt fortgesetzt wurde der Film drei Jahre später mit Das Imperium schlägt zurück und weitere drei Jahre später durch Die Rückkehr der Jedi-Ritter. Diese drei, als Original-Trilogie bekannten Filme starteten ein bis dato beispielloses fiktives Universum, das heute unzählige Bücher, Comics, Videospiele, Serien, Fortsetzungen und Spin-offs beinhaltet. Darüber hinaus nutzte Lucas seinen Film für die Entwicklung von Merchandising, was die Einnahmen des Films in die Höhe trieb und sich großer Beliebtheit erfreute. Heute ist Krieg der Sterne und das gesamte Star-Wars-Universum tief verwurzelt in der modernen Popkultur. Die bisher veröffentlichten zwölf Filme, zu denen drei Filmtrilogien und die Ableger von Star Wars gehören, spielten bisher mehr als 9,4 Milliarden US-Dollar ein. Damit ist das Film-Universum das finanziell zweiterfolgreichste nach dem Marvel Cinematic Universe, das jedoch 28 Filme umfasst.
Im Jahr 2005 schätzte die Finanzzeitschrift Forbes die durch Star-Wars-Merchandising bis dahin erwirtschafteten Einnahmen auf circa 20 Milliarden US-Dollar und bezeichnete Star Wars dabei als das finanziell erfolgreichste Filmprojekt aller Zeiten. Die Einnahmen aus der Lizenzierung der Marke Star Wars erhöhten sich 2012 auf etwa 27 Milliarden US-Dollar, von denen George Lucas bis zum Verkauf der Lizenzrechte an Disney circa drei Milliarden erhielt. Das Fortune Magazine schätzte den Gesamterlös, der mit der Marke Star Wars erzielt wurde, auf bis zu 42 Milliarden US-Dollar. Andere Schätzungen kamen auf ähnliche Ergebnisse. Die größten Posten stellten dabei die Spielzeuge und die Einspielergebnisse dar.

### Wiederveröffentlichung und nachträgliche Änderungen

Logo des Films im Stil der Prequel-Trilogie (1999–2005)

Krieg der Sterne wurde in den Jahren nach der Erstveröffentlichung mehrmals wiederveröffentlicht und nachträglich geändert. Häufig wurden mit jeder weiteren Veröffentlichung auf einem Heimmedium kleinere Dinge geändert. Im Laufe der Jahre wurden mehrfach verschiedene Ausgaben für unterschiedliche Medien veröffentlicht, die jeweils leicht andere Zusatzinhalte oder Cover beinhalteten, jedoch inhaltsgleiche Filmversionen. Die erste dieser Änderungen geschah noch im Erscheinungsjahr 1977, als eine neue Tonabmischung erstellt wurde. Ursprünglich war der Ton des Films für Surround und Stereo abgemischt worden, diese Version wurde auch für die Veröffentlichung auf VHS verwendet. Da viele Kinos in den USA damals aber nur über Kapazitäten für Mono verfügten wurde für diese eine neue Tonabmischung des Filmes erstellt, welche zusätzliche und alternative Soundeffekte sowie Dialogzeilen enthielt. Dies trifft nur auf die englischsprachige Fassung des Filmes zu, bei den Synchronisationen in Fremdsprachen, einschließlich der deutschen, wurden sämtlicher dieser zusätzlichen Soundeffekte und Dialogzeilen übernommen. Die nächste größere Änderung erfolgte durch die Wiederveröffentlichung des Films 1981. Nachdem ein Jahr zuvor der Nachfolger Das Imperium schlägt zurück viele Zuschauer mit dem Zusatztitel „Episode V“ verwundert zurückgelassen hatte, entschied sich Lucas dafür, Krieg der Sterne mit dem Untertitel „Episode IV – A New Hope“ zu veröffentlichen. Später gab Lucas oft an, von Anfang an eine Filmreihe mit sechs Teilen geplant zu haben, aber auch neun bis zwölf mögliche Teile wurden diskutiert. Das Produktionsunternehmen 20th Century Fox untersagte Lucas für die Veröffentlichung 1977 einen Untertitel (und eine Nummer), da man befürchtete, dies würde das Publikum verwirren, da es zuvor noch keinen anderen Star-Wars-Film gegeben hatte. Ein naheliegenderer Grund für die Episodennummer des Nachfolgers entstand jedoch aus der Tatsache, dass während der Arbeiten am Drehbuch zu Das Imperium schlägt zurück ein Handlungsstrang in Betracht gezogen wurde, in dem Darth Vader in Wahrheit der Vater Luke Skywalkers gewesen sei. Dies brachte Lucas zu der Erkenntnis, dass Krieg der Sterne somit eine Vorgeschichte haben müsse, weshalb er quasi nachträglich den ersten Film zur vierten Episode einer Filmreihe machte, die zu diesem Zeitpunkt lediglich aus einem bzw. mit der Veröffentlichung des Nachfolgers aus zwei Filmen bestand. Der deutsche Titel Eine neue Hoffnung setzte sich erst Jahre später durch, als 1995 eine THX-remastered Trilogiefassung erschien. Neben der Titeländerung im Lauftext und der Tonaufarbeitung wurden keine Änderungen vorgenommen.
1997 kam eine neue Version des Films unter der Bezeichnung Krieg der Sterne: Episode IV – Eine neue Hoffnung – Special Edition in die Kinos. Diese oft kurz als Special Edition bezeichnete Version enthielt auch inhaltlich eine Reihe von Anpassungen. So wurde unter Zuhilfenahme aktueller Filmtechnik der Originalfilm um mehrere digitale Spezialeffekte erweitert, insbesondere wurden modellbasierte Effekte des Originals durch computergenerierte ersetzt. So wurde unter anderem der in der Urversion menschliche Jabba (der aus der Originalfassung geschnitten wurde) durch den schon 1983 im dritten Film gezeigten übergroßen Wurm ersetzt und wieder in den Film eingefügt. Durch viele kleinere Änderungen erhielt diese Fassung auch erstmals eine Altersfreigabe der FSK ab 6 Jahren (zuvor FSK 12), was zum Beispiel dadurch begründet ist, dass eine Szene mit Han Solo und dem Kopfgeldjäger Greedo einen neuen Kontext erhielt. In der originalen Fassung erschoss Han Solo seinen Kontrahenten während des Gesprächs unangekündigt, während in der digital überarbeiteten Fassung die Szene durch das nachträgliche Einfügen eines Schusses von Greedo und einer Ausweichbewegung Solos ergänzt wurde. Dies wurde von Fans scharf kritisiert, woraus sich der bekannte Ausspruch unter Star-Wars-Fans bildete: „Han shot first!“ – „Han hat zuerst geschossen!“, der auch Einzug in die Popkultur fand.
Für die DVD-Veröffentlichung im Jahr 2004 wurde der Film ein weiteres Mal digital bearbeitet, zudem wurde für die Vermarktung die Bezeichnung Special Edition fallen gelassen. Dennoch ist die Bezeichnung Special Edition inoffiziell auch weiterhin für alle Filmversionen seit 1997 gebräuchlich, um diese digital überarbeiteten von den vorherigen Versionen abzugrenzen. Weiterhin wurde in der deutschen Version erstmals der Titel „Krieg der Sterne“ endgültig fallen gelassen und durch „Star Wars“ ersetzt. Die Version von 2004 erschien gebündelt mit der Kino-Wiederveröffentlichungsversion von 1981 im Jahr 2006 als Limited Edition auf DVD. Dies war das bisher letzte Mal, dass George Lucas die nicht digital überarbeitete Version auf einem aktuellen Heimvideoformat veröffentlicht hat, wobei auch dafür schon keine digitale Aufbereitung bzw. Anpassung des Filmmaterials an die Gegebenheiten des Datenträgers DVD vorgenommen wurden. Stattdessen wurde das Filmmaterial früherer Laserdisc-Veröffentlichungen schlicht auf DVD überspielt.
Zur Veröffentlichung der gesamten Star-Wars-Saga auf Blu-ray Disc im Jahr 2011 wurde der Film ein weiteres Mal an mehreren Stellen digital überarbeitet und stellt die damit vierte Fassung von Krieg der Sterne dar. George Lucas kündigte ein Jahr zuvor zudem an, dass alle sechs Filme der beiden bis dato veröffentlichten Trilogien in einer 3D-Umwandlung erneut im Kino veröffentlicht werden würden. Die dunkle Bedrohung wurde 2012 als 3D-Version veröffentlicht, eine 3D-Konvertierung der übrigen Filme jedoch durch den Verkauf Lucasfilms an Disney 2012 auf Eis gelegt und fortan nicht weiter verfolgt. Seit 2015 war Krieg der Sterne bei diversen Streaming-Anbietern und zum Download verfügbar, erstmals seit der Übernahme von Disney ohne den ursprünglichen Einspieler des Produktionsstudios 20th Century Fox zu Beginn des Films.
Die häufigen nachträglichen Änderungen an der Originalkinofassung von 1977 brachten Lucas starke Kritik ein. Viele Fans waren mit den aus ihrer Sicht unnötigen Änderungen unzufrieden und forderten stets, die originale Kinoversion beizubehalten. Die Kritik der Fans führte gar so weit, dass ein Projekt ins Leben gerufen wurde, das sich zur Aufgabe gemacht hat, die Originalversionen der ersten Trilogie wiederherzustellen. Diese als Hamy’s Despecialised Edition bekannte Version der Originaltrilogie ist jedoch nicht offiziell erhältlich, auch wenn das Projekt von Disney bzw. Lucasfilm bisher nicht untersagt worden ist. Die US-amerikanische Nationalbibliothek Library of Congress nahm den Film 1989 als einen der ersten in das National Film Registry auf. Die Bibliothek erhielt 1977 die ursprüngliche Version des Films im 35mm-Format, digitalisierte den Film knapp 40 Jahre später und ist der wohl einzige Ort, an dem es möglich ist, die Originalversion des Films einzusehen.
Im Dezember 2016 wurde bekannt, dass Lucasfilm eine 4K-Restauration des Films abgeschlossen habe. Es war jedoch unklar, ob diese auf der originalen Kinofassung oder den später veröffentlichten Versionen basiert. Ebenso unbekannt ist, ob eine Veröffentlichung dieser 4K-Version geplant ist. Mit dem Start des Streaming-Dienstes Disney+ ist Krieg der Sterne seit dem 12. November 2019 exklusiv dort abrufbar. Bei dieser Version wurden erneut kleinere Änderungen am Film vorgenommen, der in 4K angeboten wird. Zu Beginn des Films ist die im Original gezeigte Fox-Fanfare zurück, nachdem Disney das Studio Anfang 2019 übernommen hatte. Selbiges gilt für alle weiteren Filme der Original- und Prequel-Trilogie. Die über die Jahre berühmt gewordene Szene, in der Han Solo einen Kopfgeldjäger erschießt, wurde erneut geändert. In der aktuellen Version schießen nun beide gleichzeitig. Die Änderung wurde von George Lucas selbst vorgenommen, noch bevor er die Rechte der Marke an Disney verkaufte.

## Deutsche Fassung
Die deutsche Synchronisation übernahm die Berliner Synchron GmbH, nach einem Dialogbuch und einer Dialogregie von Rolf Karrer-Kharberg.
Der Imperator hat im Film keinen Auftritt, wird jedoch zweimal erwähnt. Dabei wurde der im Englischen verwendete Titel „Emperor“, wie auch in der Romanadaption des Films, mit „Kaiser“ ins Deutsche übersetzt. In allen weiteren Filmen und Begleitmedien, die nach Krieg der Sterne erschienen sind, wurde die Übersetzung mit dem lateinischen Titel „Imperator“ vorgenommen. Die Übersetzung der Romanadaption wurde für sämtliche seit 2015 veröffentlichten Neuauflagen entsprechend angepasst.
| Figur                | Darsteller                              | Deutscher Sprecher     |
| -------------------- | --------------------------------------- | ---------------------- |
| Luke Skywalker       | Mark Hamill                             | Hans-Georg Panczak     |
| Han Solo             | Harrison Ford                           | Wolfgang Pampel        |
| Leia Organa          | Carrie Fisher                           | Susanna Bonasewicz     |
| Darth Vader          | David Prowse (James Earl Jones, Stimme) | Heinz Petruo           |
| Obi-Wan Kenobi       | Alec Guinness                           | Ernst Wilhelm Borchert |
| C-3PO                | Anthony Daniels                         | Joachim Tennstedt      |
| Wilhuff Tarkin       | Peter Cushing                           | Friedrich Schoenfelder |
| Wedge Antilles       | Denis Lawson (David Ankrum, Stimme)     | Ingolf Gorges          |
| Owen Lars            | Phil Brown                              | Manfred Grote          |
| Beru Lars            | Shelagh Fraser                          | Inge Wolffberg         |
| Jan Dodonna          | Alex McCrindle                          | Kurt Mühlhardt         |
| Admiral Motti        | Richard LeParmentier                    | Claus Jurichs          |
| Captain Antilles     | Peter Geddis                            | Karl Schulz            |
| Biggs Darklighter    | Garrick Hagon                           | Lutz Riedel            |
| Dr. Cornelius Evazan | Alfie Curtis                            | Rolf Marnitz           |

In weiteren Sprachrollen waren u. a. zu hören: Norbert Langer, Wolfgang Völz, Bodo Wolf, Klaus Sonnenschein, Thomas Petruo, Toni Herbert, Uwe Paulsen und Hans-Jürgen Dittberner. Helmut Krauss sprach die Todesstern-Lautsprecherstimme.

### Romanadaptionen (Auswahl)
- George Lucas, Alan Dean Foster (Ghostwriter): Krieg der Sterne. 1. Auflage. Goldmann Verlag, München 1978, ISBN 3-442-36315-2 (englisch: Star Wars: From the Adventures of Luke Skywalker. 1976. Übersetzt von Tony Westermayr).
  - George Lucas (Alan Dean Foster): Star Wars – Episode IV – Eine neue Hoffnung, Blanvalet-Verlag 2015 (Neuauflage), ISBN 978-3-7341-6065-3
- Alexandra Bracken: Star Wars: Eine neue Hoffnung – Drei gegen das Imperium. 1. Auflage. Panini Books, Stuttgart 2015, ISBN 978-3-8332-3023-3 (englisch: Star Wars: A New Hope – The Princess, the Scoundrel, and the Farm Boy. 2015. Übersetzt von Andreas Kasprzak).

### Weiterführende Literatur
- Marcus Hearn: Das Kino des George Lucas, 2005, ISBN 3-89602-644-5.
- Garry Jenkins: Star Works. Wie der Krieg der Sterne entstand, 1997, ISBN 3-404-21903-1.
- John Knoll, J. W. Rinzler: Star Wars. George Lucas und die Schöpfung seiner Welten, 2005, ISBN 3-89660-314-0.
- J. W. Rinzler: The Making of „Star Wars“. The Definitive Story Behind the Original Film, 2007, ISBN 978-0-345-49476-4.
- Michael Kaminski: The Secret History of Star Wars, Legacy Books Press, 2008, ISBN 978-0-9784652-3-0.
- Chris Taylor, Michael Nagula (Übersetzer): Wie Star Wars das Universum eroberte, Heyne Verlag, 2015, ISBN 3-453-31709-2.
- Paul Duncan: Das Star Wars Archiv. 1977–1983, Taschen 2019, ISBN 978-3-8365-6341-3.